# Queen
Queen es una banda británica de rock formada en 1970 en Londres, integrada originalmente por el cantante y pianista Freddie Mercury, el guitarrista Brian May, el baterista Roger Taylor y el bajista John Deacon (el cual llegaría un año después al grupo para completar la formación clásica). Sus primeros trabajos estuvieron influenciados por el rock progresivo y el hard rock, pero la banda se aventuró gradualmente en trabajos más convencionales y amigables con la radio, incorporando más estilos como el arena rock y el pop rock.
Antes de formar Queen, May y Taylor habían tocado juntos en la banda Smile. Mercury se apegó a la banda y les animó a experimentar con técnicas escénicas y de grabación más elaboradas. Se unió en 1970 y sugirió el nombre de «Queen». Deacon fue reclutado en febrero de 1971, antes de que la banda lanzara su álbum debut homónimo en 1973. Queen apareció por primera vez en las listas de éxitos del Reino Unido con su segundo álbum, Queen II, en 1974. Sheer Heart Attack más tarde ese año y A Night at the Opera en 1975 trajeron con ellos, el éxito internacional. Este último presentó «Bohemian Rhapsody», que se mantuvo en el número uno en el Reino Unido durante nueve semanas y ayudó a popularizar el formato de vídeo musical.
El álbum de 1977 de la banda, News of the World, contenía «We Will Rock You» y «We Are the Champions», que se han convertido en himnos en los eventos deportivos. A principios de la década de 1980, Queen era una de las bandas de arena rock más importantes del mundo. «Another One Bites the Dust» de The Game (1980) se convirtió en su sencillo más vendido, mientras que su álbum recopilatorio de 1981 Greatest Hits es uno de los álbumes más vendidos a nivel mundial con más de 50 millones de copias. En el Reino Unido es el álbum más vendido con más de 7 millones de copias y está certificado como nueve veces platino en los EE. UU. Su actuación en el concierto Live Aid de 1985 y su concierto en Wembley Stadium en 1986 están clasificadas entre las mejores recitaciones de la historia del rock por varias publicaciones. En agosto de 1986, Freddie Mercury dio su última actuación con Queen en Knebworth, Inglaterra. En 1991 murió de bronconeumonía, una complicación del sida. Deacon se retiró en 1997. Desde 2004, May y Taylor han realizado giras como «Queen +», con los vocalistas Paul Rodgers y Adam Lambert.
Queen ha tenido una presencia global en la cultura popular durante más de cinco décadas. Las estimaciones de sus ventas de discos oscilan entre 250 y 300 millones, lo que los convierten en unos de los artistas musicales con más ventas del mundo. En 1990, Queen recibió el Brit Award por su destacada contribución a la música británica. Fueron incluidos en el Salón de la Fama del Rock and Roll en 2001, y como cada miembro había compuesto varios sencillos exitosos, los cuatro fueron incluidos en el Salón de la Fama de los Compositores en 2003. En 2005 recibieron el Premio Ivor Novello a la Colección de Canciones Destacadas de la British Academy of Songwriters, Composers and Authors, y en 2018 recibieron el premio Grammy Lifetime Achievement Award.

## Historia

### Fundaciones (1970-1987)

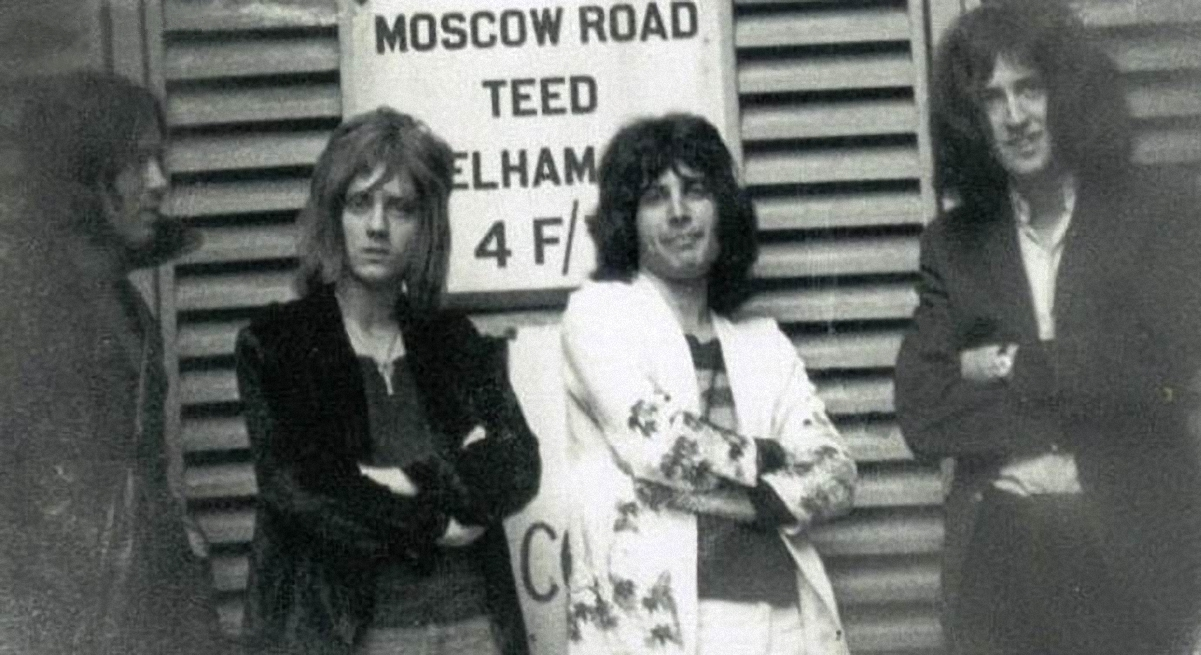
Queen en 1970.

Los miembros fundadores de Queen se reunieron en el oeste de Londres a fines de la década de 1960. El guitarrista Brian May había construido su propia guitarra con su padre en 1963 y formó el grupo 1984 —llamado así por la novela de Orwell— al año siguiente con el cantante Tim Staffell. May dejó el grupo a principios de 1968 para concentrarse en su licenciatura en Física y Astronomía Infrarroja en el Imperial College y encontrar un grupo que pudiera escribir material original. Formó el grupo Smile con Staffell —ahora toca el bajo— y el teclista Chris Smith. Para completar la formación, May colocó un anuncio en un tablón de anuncios de la universidad para un baterista «tipo Mitch Mitchell/Ginger Baker»; Roger Taylor, un joven estudiante de odontología. hizo una audición y consiguió el puesto. Smith dejó el grupo a principios de 1969, inmediatamente antes de un concierto en el Royal Albert Hall con Free y Bonzo Dog Doo-Dah Band.
Mientras asistía a Ealing Art College en el oeste de Londres, Staffell se hizo amigo de su compañero de estudios Farrockh Bulsara, que era de Zanzíbar y de ascendencia india parsi. Bulsara había estudiado diseño de moda durante un año antes de cambiarse a artes gráficas y diseño y pronto se convirtió en una entusiasta fan de Smile. Preguntó si podía unirse al grupo como cantante principal, pero May sintió que Staffell no renunciaría a ese papel. También dirigió un puesto en Kensington Market con Taylor.
En 1970, Staffell dejó Smile, sintiendo que sus intereses en el soul y el R&B chocaban con el sonido de hard rock del grupo y estaba harto de la falta de éxito. Formó el grupo Humpy Bong con el exbaterista de Bee Gees, Colin Petersen. Los miembros restantes aceptaron a Bulsara como cantante principal y reclutaron al amigo de Taylor, Mike Grose, como bajista. Los cuatro dieron su primer concierto en un evento de recaudación de fondos en Truro el 27 de junio de 1970. Bulsara sugirió que el grupo debería cambiar el nombre a «Queen». Los demás no estaban seguros al principio, pero él dijo: «Es maravilloso, querida, a la gente le encantará». Al mismo tiempo, decidió cambiar su apellido a Mercury, inspirado en la frase «Madre Mercury, mira lo que me han hecho» en la canción «My Fairy King». El grupo tocó en su primer concierto en Londres el 18 de julio. El conjunto inicial consistió en material que luego aparecería en los dos primeros álbumes, junto con varias versiones de rock and roll, como «Please Don't Tease» de Cliff Richard and the Shadows. Atrajeron la atención del productor John Anthony, quien estaba interesado en el sonido del grupo pero pensó que tenían al bajista equivocado. Después de tres conciertos en vivo, Mike Grose decidió no continuar con la banda y fue reemplazado por Barry Mitchell (ex Crushed Butler) en el bajo. Mitchell tocó trece conciertos con Queen entre agosto de 1970 y enero de 1971. A su vez, Barry Mitchell se fue en enero de 1971 y fue reemplazado por Doug Bogie en dos conciertos en vivo.

### Queen,Queen IIySheer Heart Attack(1971-1974)
En febrero de 1971, John Deacon se unió a Queen. Además de ser un bajista experimentado, su comportamiento tranquilo complementaba a la banda y era experto en electrónica. El 2 de julio, Queen tocó en su primer show con la formación clásica de Mercury, May, Taylor y Deacon en una universidad de Surrey en las afueras de Londres. May llamó a Terry Yeadon, un ingeniero de los estudios Pye donde había grabado Smile, para ver si sabía a dónde podría ir Queen. Desde entonces, Yeadon se había mudado a las nuevas instalaciones de De Lane Lea Studios en Wembley, y necesitaban un grupo para probar el equipo y las salas de grabación. Intentó preguntarles a The Kinks pero no pudo comunicarse con ellos. Por lo tanto, le dijo a Queen que podían grabar algunos demos a cambio de las pruebas acústicas del estudio. Grabaron cinco de sus propias canciones, «Liar», «Keep Yourself Alive», «Great King Rat», «The Night Comes Down» y «Jesus». Durante la grabación, John Anthony visitó a la banda con Roy Thomas Baker. Los dos se enamoraron de «Keep Yourself Alive» y comenzaron a promocionar la banda en varias compañías discográficas.
El promotor Ken Testi logró atraer el interés de Charisma Records, quienes le ofrecieron a Queen un anticipo de alrededor de £25 000, pero el grupo lo rechazó al darse cuenta de que el sello promocionaría a Genesis como una prioridad. Luego, Testi entró en conversaciones con Norman Sheffield de Trident Studios, quien le ofreció a la banda un contrato de administración bajo Neptune Productions, una subsidiaria de Trident, para administrar la banda y permitirles usar sus instalaciones, mientras la administración buscaba un trato. Esto convenía a ambas partes, ya que Trident se estaba expandiendo a la gestión y, según el acuerdo, Queen pudo hacer uso de las instalaciones de grabación de alta tecnología utilizadas por los músicos contratados. Más tarde, Taylor describió estas primeras horas de estudio fuera de las horas pico como «polvo de oro».
Queen comenzó 1972 con un concierto en Bedford College, Londres, donde solo aparecieron seis personas. Después de algunos shows más, detuvieron las presentaciones en vivo durante ocho meses para trabajar en el álbum con Anthony y Baker. Durante las sesiones en Trident, vieron a David Bowie con Spiders From Mars en vivo y se dieron cuenta de que necesitaban tener un impacto con el álbum, de lo contrario se quedarían atrás. Los coproductores Anthony y Baker inicialmente chocaron con la banda —May en particular— sobre la dirección del álbum, lo que aprovechó la inexperiencia de la banda en el estudio. La lucha de la banda se centró en sus esfuerzos por integrar la perfección técnica con la realidad de las presentaciones en vivo, lo que llevó a lo que Baker denominó «sobreproducción de fregadero de cocina». El álbum resultante fue una mezcla de heavy metal y rock progresivo. El grupo no estaba contento con la regrabación de «The Night Comes Down», por lo que el álbum terminado usa la demostración de De Lane Lea. Otra pista, «Mad the Swine», se eliminó del orden de ejecución después de que la banda y Baker no pudieran ponerse de acuerdo sobre una mezcla. Mike Stone creó la mezcla final de «Keep Yourself Alive», y continuaría trabajando en varios otros álbumes de Queen. En enero de 1972, la banda terminó de grabar su álbum debut, pero aún no había conseguido un contrato discográfico. Para atraer el interés de las compañías discográficas, Trident reservó un concierto de «exhibición» el 6 de noviembre en The Pheasantry, seguido de un espectáculo en el Marquee Club el 20 de diciembre.
Queen promocionó el álbum inédito en febrero de 1973 en BBC Radio 1, aún sin firmar. Al mes siguiente, Trident logró llegar a un acuerdo con EMI Records. «Keep Yourself Alive» fue lanzado como sencillo el 6 de julio, y el álbum Queen apareció una semana después. La portada mostraba una toma de Mercury en vivo en el escenario tomada por el amigo de Taylor, Douglass Puddifoot. Deacon fue acreditado como «Deacon John», mientras que Taylor usó su nombre completo, Roger Meddows-Taylor. El álbum fue bien recibido por la crítica; Gordon Fletcher de Rolling Stone lo calificó de «excelente», y el Daily Herald de Chicago lo calificó como un «debut por encima del promedio». Sin embargo, atrajo poca atención de la corriente principal y «Keep Yourself Alive» se vendió mal. Retrospectivamente, se cita como lo más destacado del álbum, y en 2008 Rolling Stone la clasificó en el puesto 31 en las «100 mejores canciones de guitarra de todos los tiempos», y la describió como «un álbum completo de riffs metidos en una sola canción». El álbum fue certificado oro en el Reino Unido y los Estados Unidos.

#### Contrato con Trident (1972)
Aún sin un sello discográfico que les respaldara, el conjunto comenzó a frustrarse por la falta de progreso. Sin embargo, a principios de 1972, el sello Chrysalis Records les ofreció un contrato. La compañía se mostró muy interesada en firmar con Queen, pero el grupo decidió rechazar la oferta considerando que los términos no los beneficiaban. En esa época mucho personal de producción pasaba por el estudio De Lane Lea verificando las conexiones, realizando pruebas de calidad del sonido, etc. Dos ingenieros del Trident Wardour Street Studio, Roy Thomas Baker y John Anthony, vieron al grupo de casualidad y Anthony quedó impresionado con el sonido, reconociendo inmediatamente a Taylor y May, ya que él había producido su sencillo «Earth» en la época de Smile. Ellos persuadieron a sus empleados, Barry y Norman Sheffield, para que investigaran al grupo. Después de que Barry Sheffield contemplase la excentricidad de Freddie Mercury y la destacada actuación en vivo en el Forest Hill Hospital Dance, decidieron que Queen tenía que firmar con Trident lo más pronto posible. Sin embargo, el grupo consideró que el contrato que le ofrecía Trident tenía términos que no les convencían. Sin embargo, tras un concierto en el Pheasanty de Kings Road, a finales del año 1972, Queen firmó. El contrato que hizo Trident se dividía en tres acuerdos distintos: derechos de publicación, contrato de grabación y contrato de representación.

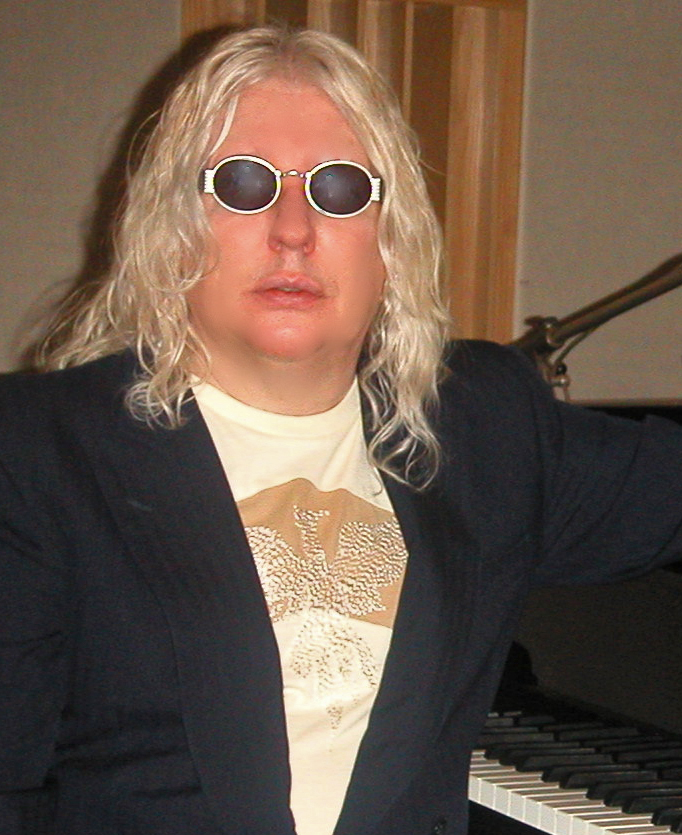
Roy Thomas Baker produjo los cuatro primeros álbumes de Queen y Jazz.

Tras firmar, Trident le ofreció al grupo un nuevo sistema de grabación y nuevos instrumentos. Brian May optó por conservar su guitarra casera. Llamaron a Jack Nelson como gerente, quien ya había dado consejos a Norman Sheffield en el pasado. Nelson llegó a mostrar las cintas de los demos de Queen a EMI, pero la negociación no funcionó. A pesar de que no había aparecido ninguna empresa para distribuir el futuro disco de Queen, el conjunto entró a los Trident Studios de los hermanos Sheffield para grabar su primer álbum a lo largo de la segunda mitad de 1972, contando además como productores con Roy Thomas Baker y John Anthony. Sin embargo, solo se les concedió aquellos espacios de tiempo en los que nadie se encontraba grabando, sobre todo en horas de la madrugada o la mañana, dando como resultado grabaciones producidas de manera casual. En otro estudio del complejo de Trident, Robin Cable estaba interpretando «I Can Hear Music», una canción de The Beach Boys. Cable le ofreció a Mercury grabar esa canción, lo cual hizo. Cuando terminaron de grabar el tema, Cable llamó a Taylor y May para que agregasen pistas de batería y guitarra. Mercury también interpretó «Goin' Back», un clásico de Dusty Springfield. Ambas se publicarían en un sencillo al año siguiente con Mercury bajo el seudónimo de Larry Lurex, pero el corte tuvo muy baja difusión. En septiembre, Trident acordó pagarle a Queen, así hubieran o no editado el álbum, cosa que sucedió. Para noviembre de 1972, el disco se había terminado de grabar, pero faltaba que Trident lo ubicara en alguna discográfica.

#### La primera obra:Queen(1973)
Llegado el año 1973, un ejecutivo de la compañía EMI, Roy Fetherstone, se encontraba en el Festival de MIDEM, celebrado en el sur de Francia. Allí mismo apareció Jack Nelson, que le hizo escuchar una cinta de Queen que llamó enseguida la atención de Fetherstone. Nelson le mintió diciéndole que varias casas discográficas estaban interesadas en el grupo. Acto seguido, Fetherstone envió un telegrama vía Trident para pedir que el grupo no firmase con nadie más. Al regresar Fetherstone, todo se puso en marcha para que Queen firmase el contrato. Un primer acuerdo fue rechazado, porque Trident reclamaba más dinero. Las negociaciones seguían sin concretarse, hasta que en marzo de 1973, Queen se dirigió a las oficinas de EMI para pactar finalmente un contrato de grabación. A continuación, Jack Nelson organizó un concierto en el Marquee, para así presentarles al director general de Elektra Records, Jack Holsten. Allí el conjunto firmó con Elektra para que el sello distribuyera sus trabajos en Estados Unidos.
En mayo de 1973, la discográfica EMI editó el disco, aunque el lanzamiento no se produjo hasta el 13 de julio. Taylor quería que el álbum se llamara Top Fax, Pix and Info, y también habían pensado Deary Me, pero finalmente fue denominado Queen. Fue un álbum muy influenciado por el heavy metal y rock progresivo de la época. La producción de la contratapa es un collage de fotos. Los miembros de Queen habían llamado a sus amigos para que en torno a Mercury, seleccionaran las mejores imágenes. Mercury y May pasaron algunas semanas pegando fotografías. Respecto a la portada del álbum, quien realizó la captura fue el fotógrafo Doug Puddifoot, que también había tomado muchas imágenes usadas en el collage. La portada tiene a Freddie Mercury en el escenario con su característico micrófono. El efecto púrpura se logró tan solo colocando un celuloide de dicho color en la lente de la cámara. El disco también traía la cita «En este álbum no se han usado sintetizadores». Este aviso fue puesto principalmente porque mucha gente confundía algunos efectos especiales de la guitarra en capas de Brian May con un sintetizador.

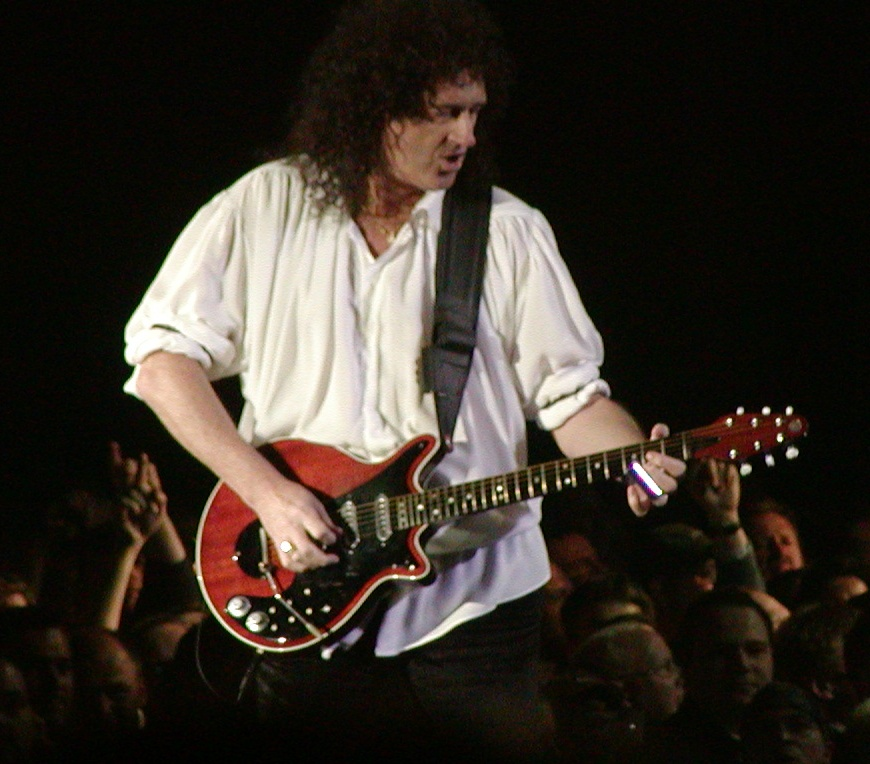
Brian May en directo (2005).

Fue en general bien recibido por los críticos. Gordon Fletcher de Rolling Stone dijo: «Su álbum debut es excelente», el Daily Herald de Chicago lo llamó: «Un debut por encima del promedio» y Greg Prato de Allmusic lo mencionó como: «Uno de los debuts de hard rock más subvalorados de todos los tiempos». Sin embargo, no llamó mucho la atención y el sencillo principal «Keep Yourself Alive», una composición de Brian May, vendió pobremente. El corte había sido rechazado por varias emisoras y solo Radio Luxemburgo le brindó acogida. Al poco tiempo de emitirse el disco, Queen comenzó a hacer pequeñas giras. Si bien el álbum no entró en el Top 10 de Reino Unido, la banda consiguió llamar la atención de nuevos fanáticos. Esto los motivó a entrar de nuevo en el estudio de grabación en agosto de 1973. Además, recibieron la noticia de que el grupo de moda en ese momento, Mott the Hoople, quería que hicieran de teloneros de sus espectáculos por el Reino Unido. La gira se realizó entre octubre y diciembre de 1973. El álbum alcanzó el puesto n.º 83 en los Estados Unidos.

#### Queen IIySheer Heart Attack: la transición (1974)
En febrero de 1974 se conformó oficialmente el club de fanáticos de Queen, reconocido por el Libro Guinness de los récords como uno de los centros de fanáticos con más asociados en el mundo. Por esa época, Ronnie Fowler, director del departamento de promoción de EMI, invirtió 20 000 libras en costos para promover a Queen. Robin Nash, productor del programa musical Top of the Pops, le preguntó si conocía a algún grupo para que tocase en el show, y Fowler le aconsejó llevar a Queen. El 21 de febrero de 1974, Queen actuó en el Top of the Pops tocando «Seven Seas of Rhye», siendo la primera vez que aparecía el grupo en televisión. Al siguiente día, Jack Nelson se apresuró en promover un sencillo por las radios. EMI apresurada y oportunamente editó el sencillo el 23 de febrero, siendo este «Seven Seas of Rhye» con «See What A Fool I've Been». El lado B no fue incluido en el disco. El sencillo produjo que el conjunto ingresara en las listas británicas, permaneciendo en estas diez semanas y obteniendo el lugar más alto en el puesto n.º 10.
Cuando justo estaba todo preparado para emitir el disco, la banda descubrió un error de tipeo en la portada e insistió en que debía ser corregido. Pero además, Reino Unido había sido víctima de la crisis del petróleo, lo que significaba que existía una semana laboral de tres días, lo que retrasó aún más el lanzamiento del álbum. El 8 de marzo de 1974, finalmente se publicó Queen II. El álbum alcanzó el número n.º 5 en las listas británicas manteniéndose en ellas treinta semanas. La segunda entrega del conjunto, fue su primer disco de oro. En los Estados Unidos, Queen II escaló más posiciones que su antecesor, llegando al lugar n.º 49. Queen II, al igual que otros álbumes, fue editado con una cara de color negro y otra de color blanco. La foto de portada fue tomada por Mick Rock, la cual serviría de inspiración un año después para el videoclip de «Bohemian Rhapsody». Es considerado como un disco de transición para la banda, por su notable diferencia con el anterior en cuanto a sonido y madurez, y por otro motivo importante: habían comenzado las voces operísticas (las cuales aún estaban ausentes en el primer álbum). Esas sobregrabaciones vocales que causaban el efecto de un coro de ópera y que tanto caracterizaría a Queen a lo largo de toda su carrera, habían empezado a tomar más peso en Queen II.
Con el éxito del sencillo y el éxito del álbum, Queen realizó su primera gira como cabeza de cartel por el Reino Unido a lo largo de marzo de 1974. En esta etapa Freddie Mercury solía vestir con las prendas que diseñaba Zandra Rhodes. El tour iba bien, hasta que en la Universidad de Stirling, el público escocés se descontroló y comenzó a lanzar botellas y latas de cerveza. En los disturbios siguientes, dos personas resultaron heridas por arma blanca, y otras dos personas del personal de Queen fueron heridas (de baja gravedad) y hospitalizadas. Entre abril y mayo de 1974 realizaron su primera gira por los Estados Unidos, siendo teloneros de Mott the Hoople. En mayo, después de brindar seis funciones en el Gershwin Theatre de Nueva York, se le diagnosticó a Brian May hepatitis, por lo que el grupo tuvo que cancelar el resto de actuaciones.
El 11 de octubre de 1974 se publicó el primer adelanto del siguiente álbum, el sencillo «Killer Queen»/«Flick of the Wrist», ambas canciones bajo la autoría de Mercury. El sencillo fue disco de plata, y alcanzó el puesto n.º 2 en las listas inglesas, manteniéndose allí doce semanas. Fue el primer sencillo de la banda en entrar a las listas estadounidenses, alcanzando el puesto n.º 12. Casi tres semanas después, el 1 de noviembre, se lanzó el álbum Sheer Heart Attack, segundo disco de Queen en ese año. Sheer Heart Attack llegó al puesto n.º 2 en las listas inglesas, quedándose allí por 42 semanas. Tras la edición del disco, el 17 de enero de 1975 apareció el sencillo «Now I'm Here»/«Lily of the Valley», que se mantuvo en las listas británicas durante siete semanas, alcanzando el puesto n.º 11. En Estados Unidos, el álbum llegó al número 12, siendo su primer álbum exitoso en ambos lados del Atlántico. La tercera entrega de Queen fue considerada por la crítica como mejor que sus antecesores. De octubre a diciembre de 1974 salieron de gira por Europa, dentro del marco del Sheer Heart Attack Tour.

### A Night at the Opera: la llegada del éxito (1975-1976)

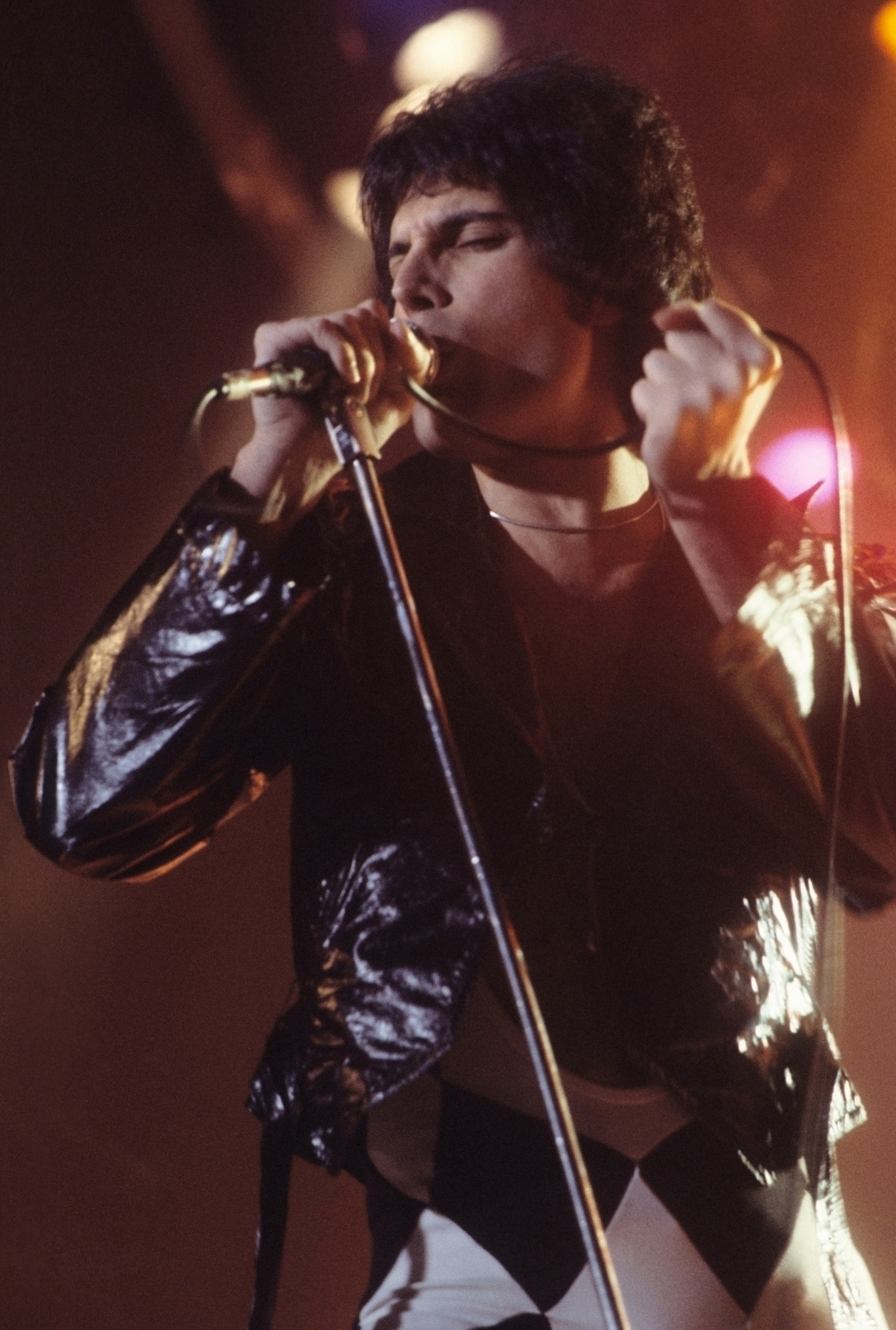
Freddie Mercury durante un concierto de Queen en New Haven, 1977.

Ya en 1975, emprendieron su primera gira como banda cabecera en Estados Unidos, con el apoyo masivo de Elektra. La gira se complicó, ya que a Mercury se le diagnosticó nódulos en la garganta, lo que motivó a la cancelación de algunos conciertos para así disminuir la frecuencia de los mismos. Pero el cantante se recuperó, y Queen volvió rápidamente al tour. Luego de la acalorada gira estadounidense, los cuatro miembros se dirigieron a Hawái para tomarse unas vacaciones, antes de brindar en abril su primera gira por Japón. Precisamente el 18 de abril Queen llegó al aeropuerto de Tokio, el cual se encontraba sitiado por fanáticos. El cuarteto inglés recorrió todo el país con gran éxito de público. A Freddie Mercury le había agradado la cultura de aquel país, a tal punto de convertirse en un aficionado coleccionista de antigüedades y arte japonés. En el momento en que Queen retorna a casa, muchas encuestas a lectores de revistas musicales colocaban al grupo en la cima. Asimismo, Mercury ganó el Premio Ivor Novello por «Killer Queen».
Se invirtió mucho tiempo para experimentar en el próximo álbum, probando las distintas sonoridades que se podían crear. En ese momento Freddie Mercury produjo, tocó el piano y cantó los coros para un sencillo de Eddie Howell, con un sonido similar a Queen. Hubo un punto de ruptura entre Trident y Queen, lo que provocó que cancelasen una gira por Estados Unidos que estaba prevista, para precisamente resolver los problemas. Queen firmó un acuerdo independiente, pero directamente con EMI y Elektra. El grupo se encontraba momentáneamente sin gerente. En la búsqueda, surgieron varios candidatos: Peter Grant de Led Zeppelin -la idea era que su discografía, Swan Song Records produjera al grupo-, Peter Rudge -con quien no pudieron contactar- y el mánager de Elton John, John Reid. En un principio, Reid no se encontraba seguro si de podía con otro artista musical más, pero cambió rápidamente de idea cuando se enteró de que se trataba de Queen. Reid puso cien mil libras para resolver el acuerdo, además de nombrar como abogado a Jim Beach para negociar el contrato existente con Trident, el acuerdo con aquella discográfica se disolvió en 1975.
El 31 de octubre de 1975 salió a la venta el primer sencillo del álbum, «Bohemian Rhapsody». Grabada en tres semanas, la canción no posee estribillo y consiste en seis secciones: una introducción a capela, una balada, un solo de guitarra, un segmento operístico, una sección de rock y una coda que retoma el tempo y la tonalidad de la balada introductoria. Fue su primer número uno en el Reino Unido y estuvo dieciocho meses en lista, rompiendo el récord que Paul Anka había mantenido desde 1957 con «Diana». Además, fue número nueve en los Estados Unidos, significando un importante avance. Por esta canción Mercury volvió a ganar el Premio Ivor Novello. «Bohemian Rhapsody» ha sido elegida en varias ocasiones como una de las mejores canciones de todos los tiempos. La banda decidió hacer un video como apoyo para el sencillo, considerado el primer videoclip en usar efectos especiales. Aunque muchos músicos, incluyendo ellos mismos, habían hecho con anterioridad algunos videos para acompañar sus canciones, no fue hasta después del éxito de «Bohemian Rhapsody» cuando producir videoclips para promocionar los sencillos se convirtió en una práctica regular y rentable para las discográficas.
A Night at the Opera vio la luz el 21 de noviembre de 1975, siendo el álbum más costoso nunca antes producido. Al igual que su predecesor, experimenta con el sonido estereofónico. Se usaron múltiples capas de guitarra de su antecesor como base y el álbum experimenta con diversos géneros como el metal de «Death on Two Legs» y «Sweet Lady», el pop de «You're My Best Friend», la música campestre en «Lazing on a Sunday Afternoon» y «Seaside Rendezvous», y el rock progresivo en «'39» y «The Prophet's Song». Todos estos elementos se conjuntan para la pista pseudo ópera «Bohemian Rhapsody», que se encuentra casi al final del álbum. También se suele mencionar como característica un ligero toque de humor en el disco. El álbum tiene alguna similitud con Led Zeppelin IV. La primera canción, «Death On Two Legs (Dedicated To...)», fue compuesta por Mercury y hace referencia al exmánager de la banda, Norman Sheffield, uno de los dueños de su anterior discográfica, Trident. La canción describe un duro retrato mostrando la animosidad de la banda con su exmánager. Aunque en la canción no era explícitamente mencionada ninguna persona, ya que en el título simplemente aparece «Dedicado a...», solo se averiguó que trataba sobre Sheffield cuando este amenazó con demandar a Queen. EMI llegó finalmente a un acuerdo económico con Norman para evitar una posible demanda que evitara o retrasara el lanzamiento del álbum. «You're My Best Friend», un corte pop, es la segunda composición para la banda del bajista Deacon. El siguiente tema del álbum, «'39», es un country/folk escrito por Brian May. En él narra un viaje espacial que hace alusión a la teoría que postula que si alguien viajara a velocidades cercanas a las de la luz, cuando este retornara a la tierra para el viajero solo habría pasado muy poco tiempo, mientras que para los que se quedaron en el planeta ya habrían pasado generaciones (se debe tener presente en este punto los estudios de astronomía por parte de su autor, Brian May). El lado B del disco se inicia con la extensa (8 minutos con 20 segundos) «The Prophet's Song» de May. Para su grabación utiliza un toy koto, instrumento de cuerdas japonés. En la sección central de la canción se produce un corte donde surge un intrincado juego de voces sobregrabadas, un canon con frases simples en capas para crear un amplio espectro de coros. «Love of My Life» de Mercury es la balada del disco. Para ella se usó un arpa y diferentes armonías vocales. «Good Company», autoría del guitarrista, es un charleston donde Brian May recrea una banda de dixieland con todos sus instrumentos solo a partir de los sonidos de su guitarra, grabada en varios tracks.
Al igual que el primer sencillo, el álbum fue un rotundo éxito en el Reino Unido. Además de obtener el número uno y permanecer durante cincuenta semanas en las listas, fue galardonado con el disco de platino. En los Estados Unidos el álbum llegó al puesto n.º 4, y además alcanzó la certificación de triple platino. En 2003, fue ubicado en el puesto n.º 230 de la lista de los 500 mejores álbumes de todos los tiempos de la revista Rolling Stone.
A Night at the Opera Tour y gira de verano

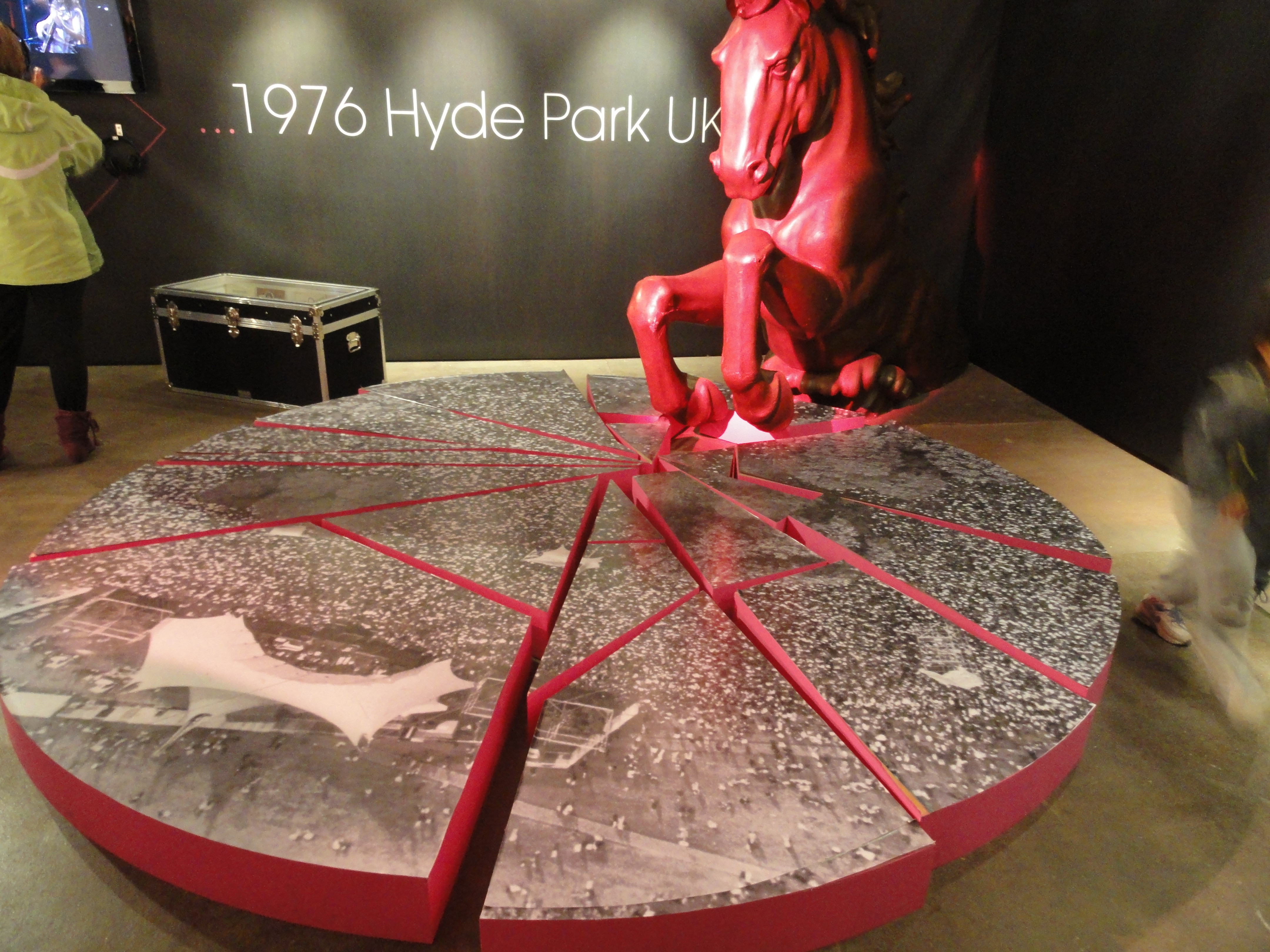
Conmemoración del concierto de Queen en Hyde Park (1976) dentro de la exposición Stormtroopers in Stilettos de 2011.

El 14 de noviembre comienza el A Night at the Opera Tour, cuya primera manga tendría lugar en Inglaterra hasta finales de año. 1975 concluye para Queen con un show grabado por la BBC en el Hammersmith Odeon. El año siguiente la gira continuó por Estados Unidos, Japón y Australia. El primer recital del año fue el 31 de enero en Filadelfia. Queen llevó consigo un nuevo mánager, llamado Gerry Stickells, quien organizaría otras giras de Queen.
El 18 de mayo de 1976 se editó el segundo sencillo del álbum, «You're My Best Friend», con «'39» como lado B. Alcanzó el puesto n.º 7 y 16 en las listas británicas y estadounidenses respectivamente. En septiembre el grupo hizo una breve gira de verano en Reino Unido que concluyó el 18 de septiembre (sexto aniversario de la muerte de Jimi Hendrix) con un recital gratuito en el Hyde Park londinense ante 150 000 personas. El show, que colapsó el transporte público, no fue completado debido a que la policía apagó la electricidad general del predio, al considerar que era demasiado tarde (fue el primer recital nocturno en el parque que antes había alojado a The Rolling Stones en 1969). El recital fue transmitido por Capitol Radio y también fue filmado, pero la película se deterioró, imposibilitando su publicación. Tras este concierto, la banda decidió producir un nuevo álbum, pero en esta ocasión sin la mano de Roy Thomas Baker.

### A Day at the Races(1976-1977)
El siguiente álbum de Queen, A Day at the Races, se suele considerar una secuela de A Night at the Opera. El grupo resalta dicha característica al contar ambos trabajos con un arte de tapa y título similar. Este último factor fue tomado de sendas películas de los hermanos Marx. Aunque ambos discos tienen casi el mismo aspecto, A Day at the Races era mucho más estrecho que su predecesor. Como adelanto, el 12 de noviembre de 1976 se editó el sencillo "Somebody to Love"/"White Man" que llegó al puesto n.º 2 de las listas inglesas, permaneciendo allí durante nueve semanas. Mientras el lado uno es un góspel compuesto por Mercury, el segundo es un hard rock de Brian May que relata la conquista del oeste estadounidense desde la visión de un aborigen.
A Day at the Races finalmente se lanzó el 10 de diciembre. Tras una introducción con guitarras sobregrabadas, el álbum se inicia con el hard rock "Tie Your Mother Down", escrito por May. "The Millionaire Waltz" obra de Mercury, incluye un solo de guitarra con fraseos de vals. El otro lado inicia con las dos canciones que se adelantaron como sencillo, "Somebody to Love" y "White Man". La última canción del disco es "Teo Torriatte (Let us Cling Together)", lanzada como sencillo en Japón. El álbum permaneció veinticuatro semanas en las listas británicas, siendo la ubicación n.º 2 el mayor puesto. Alcanzó el puesto n.º 5 en los Estados Unidos, para que al poco tiempo de su emisión llegara a disco de oro en Estados Unidos y en Reino Unido.
A Day at the Races Tour
A principios de 1977, Queen comenzó el A Day At The Races Tour, recorriendo primero Estados Unidos con Thin Lizzy como teloneros. En dicha gira interpretaron "Bohemian Rhapsody" en su totalidad, cuando antes solo solían tocar un fragmento de la misma como un medley. El 5 de febrero tocaron por primera vez en el Madison Square Garden de Nueva York. Aprovechando su estancia en Hollywood, la banda visitó a Groucho Marx. Mientras tanto, el 4 de marzo, deciden editar el segundo sencillo del álbum, "Tie Your Mother Down"/"You and I", que, con cuatro semanas en las listas británicas, alcanzó el puesto n.º 31 y el n.º 49 en las listas estadounidenses.
Finalizada la etapa norteamericana de la gira, iniciaron la ronda europea. Tras dos meses de recitales, estos culminaron el 6 y 7 de junio en el Earls Court de Londres, aprovechando el año de Jubileo de la Reina. El show cerró con un medley de viejos rocanroles como "Lucille", "Jailhouse Rock" y "Stupid Cupid". Fue en Earls Court donde apareció por primera vez su famosa escenografía parecida a una corona iluminada. Dicha instalación costó 5000 libras esterlinas, pero a diferencia de otras escenografías, esta era móvil, dando inicio a una nueva era de escenografías más atractivas en los conciertos de rock. Días antes, el 20 de mayo, editaron su primer y único EP titulado justamente Queen's First EP, que incluía canciones conocidas: "Good Old-Fashioned Lover Boy", "Death On Two Legs (Dedicated To...)", "Tenement Funster" y "White Queen (As It Began)". El EP permaneció diecisiete semanas en las listas, alcanzando el puesto n.º 10.
En esa época, la relación del grupo con la prensa empezó a deteriorarse fuertemente. Un ejemplo fue una entrevista entre Mercury y el periodista Tony Stewart de NME, la cual tuvo una comunicación algo complicada y fue titulada Is this man a prat? (¿Este hombre es un imbécil?). Taylor publicó sorpresivamente un sencillo en agosto de 1977, "I Wanna Testify", que alimentó las especulaciones por parte de la prensa sobre la posible disolución de Queen. No obstante, el fantasma de los rumores de separación estaban presentes desde 1973. Según algunos medios, el baterista del conjunto estaba probando terreno para lanzarse solo, ya que no soportaba ser un compositor en un segundo plano.

### News of the World,JazzyLive Killers(1977-1979)

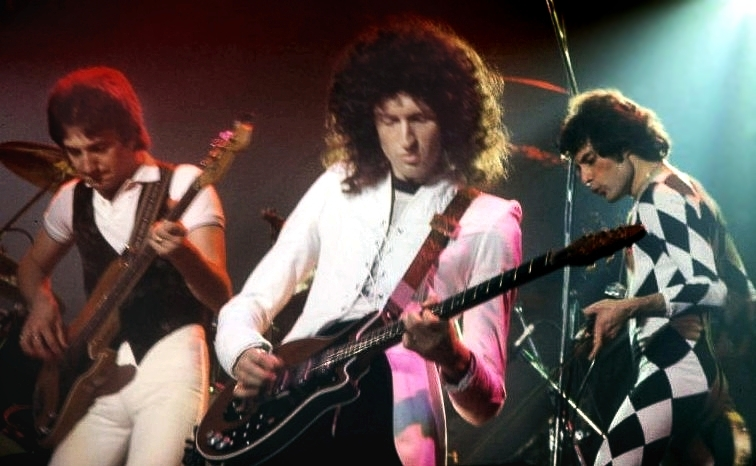
Queen en New Haven durante la gira norteamericana de News of the World (noviembre de 1977).

Tras dos meses de grabación, el 7 de octubre de 1977 aparece el primer resultado: el sencillo con doble lado A "We Will Rock You"/"We Are the Champions" (escritas por Brian May y Freddie Mercury respectivamente), que pasarían a convertirse en himnos utilizados en muchos acontecimientos deportivos, siendo consideradas como dos de las pioneras en el arena rock. La multitud que aparece en el videoclip brindando los aplausos del tema son miembros del club de fanáticos de Queen. Así, el 28 de octubre Queen puso a la venta el nuevo álbum de estudio, News of the World, álbum que se pelea junto con The Game como el álbum de estudio más vendido de Queen en Estados Unidos, donde alcanzó cuatro veces platino. News of the World llegó al puesto cuatro en el Reino Unido, manteniéndose en las listas por veinte semanas, y al n.º 3 en Estados Unidos. La diversidad de géneros en el nuevo trabajo discográfico contrasta con A Day at the Races. El título del LP se basa en un cómic de la década de 1950 y el diseño de tapa e interior fue encargado al dibujante Frank Kelly Freas. En febrero de 1978 se emitió otro sencillo de News of the World, "Spread Your Wings"/"Sheer Heart Attack", que alcanzó el puesto n.º 34 y duró solo cuatro semanas en las listas. En abril se lanzó el tercer y último sencillo, "It's Late", compuesta por Brian May.

De algún modo todo eso funcionó, pero [...] pensamos que era el punto máximo al que podíamos llegar en esa dirección, así que teníamos que escoger otra. Ya habíamos decidido que estábamos saturados de esa producción con múltiples capas de sonido antes de que llegaran los Sex Pistols, así que hicimos deliberadamente News of the World para volver a lo básico y encontrar algo de vitalidad otra vez. Algunas personas lo vieron como una respuesta al punk, pero llegamos a esa conclusión nosotros solitos.
Brian May en Mojo Magazine.

Cuando Queen grababa la canción "Sheer Heart Attack", Sex Pistols estaban registrando en un estudio adyacente. Mercury invitó a Sid Vicious al estudio a escuchar una canción de Queen, e intentó motivarlo para que él cantase una canción para el grupo con estilo punk rock y que Sid hiciera lo mismo con una composición de Queen. Sin embargo, Mercury recibió una rotunda negativa por parte del músico punk.
En noviembre de 1977, comienza el News of the World Tour, que les llevaría de gira por Norteamérica y, ya en 1978, por Europa. En julio de 1978 la banda se reagrupó para registrar un nuevo álbum en los Mountain Studios de Montreux (Suiza) y en los Super Bear Studios de Berre-les-Alpes (Francia). Durante la grabación, un fuerte temporal azotó a Montreux. Brian May salió y grabó la tormenta, sonido que se puede escuchar al final de la canción "Dead On Time". Para este nuevo álbum volvieron a contar con la ayuda de Roy Thomas Baker. La banda quedó sorprendida con los Mountain Studios en Montreux, al punto de comprarlos en 1979.
El 13 de octubre de 1978 salió a la venta el primer sencillo del futuro álbum, el doble lado A "Fat Bottomed Girls/Bicycle Race". El mismo alcanzó el puesto n.º 11 en Reino Unido y permaneció en las listas doce semanas. Para promocionarlo, se realizó un videoclip para "Bicycle Race" que mostraba una carrera de mujeres desnudas en bicicleta. La ganadora apareció de espaldas en la portada del sencillo, desnuda y montada en la bicicleta. La portada tuvo que ser censurada, dibujándole (con el consentimiento de la banda) un bikini. El lanzamiento fue calificado como sexista y pornográfico por parte de la prensa. NME publicó una foto de Freddie Mercury con el título Fat Bottomed Queen.
El 10 de noviembre de 1978 apareció finalmente el álbum Jazz. Al igual que el video de "Bicycle Race", el álbum se vio envuelto en polémica, ya que incluía un póster con la foto de las 65 mujeres ciclistas desnudas. El regalo fue retirado del álbum y fue reemplazado por un formulario de solicitud para reclamar el póster. Comercialmente, el álbum fue inclusive mejor que su antecesor, ubicándose en el segundo puesto por veintisiete semanas, y también tuvo repercusión en los Estados Unidos, donde llegó al n.º 6. Además, alcanzó el disco de oro tanto en el Reino Unido como en los Estados Unidos. Sin embargo, el nuevo álbum fue duramente criticado. En la revista Rolling Stone se lo calificó como "fascista", además de decir: "Queen no tiene creatividad para hacer jazz, Queen no tiene creatividad, por esta razón, para hacer rock and roll". El 5 de enero de 1979 se publicó el segundo sencillo, "Don't Stop Me Now", que fue n.º 9 y permaneció en las listas treinta y cinco semanas. Otros sencillos posteriores que tuvieron un menor éxito fueron "Jealousy" y "Mustapha". Sin embargo, Queen se encontraba en ese momento en el apogeo de su popularidad. En aquella época la prensa se hacía eco además de las grandes fiestas frecuentemente organizadas por la banda, como la producida en Nueva Orleans el 31 de octubre de 1978, noche de Halloween, con motivo del lanzamiento del álbum. Brian May hablaba así para Mojo Magazine en 1999 sobre cómo afectó a la banda el éxito y el vacío que sentía en esa etapa:

Era muy excesivo [el estilo de vida]. Creo que el exceso se filtró de la música a la vida y se convirtió en una necesidad. Siempre intentábamos llegar a un lugar al que no se hubiera logrado llegar antes y el exceso forma parte de eso.

Queen fue un maravilloso vehículo y una combinación mágica, pero creo que casi nos destruye a todos [...] Fuimos lo más grande del mundo en un momento determinado y todo lo que eso implica te provoca un desorden mental a algún nivel. Te adoran y aman a nivel universal. Pero estás rodeado de gente que te quiere y aun así, estás completamente solo. Llegas a un lugar del que es muy difícil salir, y soy consciente de que no me he recuperado nunca. Es como si no crecieses nunca. Todos hemos sufrido. Lo sé definitivamente. Freddie, obviamente, estaba completamente desaparecido y es por lo que contrajo esa terrible enfermedad [...] estuvo totalmente fuera de control en una determinada época. De algún modo todos estábamos fuera de control [...] y eso nos jodió.
Brian May en Mojo Magazine.

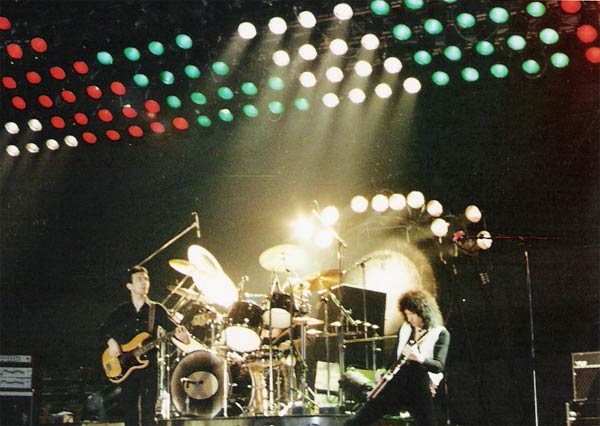
Queen actuando en Hannover durante el Jazz Tour (1979).

El Jazz Tour comenzó con una manga por los Estados Unidos y Canadá desde octubre de 1978 hasta finales de año, y se extendió con otras dos por Europa y Japón la primera mitad de 1979. El 22 de junio de 1979 editan su primer álbum en vivo, Live Killers. El álbum fue producto de las grabaciones de la manga europea del Jazz Tour. El disco consiguió llegar a disco de oro en el Reino Unido, alcanzando el puesto n.º 3 y manteniéndose en las listas veintiocho semanas. A pesar de llegar al n.º 16, ganó el doble disco de platino en Estados Unidos. Hechos como pasar parte de la canción "Bohemian Rhapsody" -la sección operística- poniendo cintas pregrabadas, atrajo críticas por parte de la prensa, y la propia banda tampoco quedó satisfecha con el resultado final. Este álbum fue autoproducido por Queen y mezclado en los Mountain Studios de Montreux. En junio de 1979, Queen viajó a los Musicland Studios de Múnich (Alemania), donde se encontró y entabló relaciones laborales con el ingeniero Reinhold Mack (llamado simplemente Mack). Al conjunto le atrajeron las ideas de Mack, a tal punto de acreditarlo como coproductor del siguiente álbum.

### Giro radical:The GameyHot Space(1979-1982)

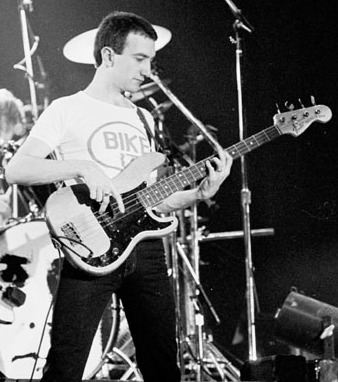
John Deacon en Dublín durante el concierto inaugural de la gira Crazy Tour (1979).

En junio de 1979, ya establecidos en Múnich, Alemania, empezaron a trabajar junto a Mack en los Musicland Studios para su siguiente álbum, The Game, y para finales de año lanzaron el primer sencillo del mismo "Crazy Little Thing Called Love", un rockabilly en tributo a Elvis Presley y Cliff Richard que fue n.º 2 en Reino Unido, y que permaneció en las listas por catorce semanas. El tema fue, además, su primer número uno en Estados Unidos. El lanzamiento de la canción fue acompañado por una pequeña gira por el Reino Unido e Irlanda bajo el nombre de Crazy Tour a finales de 1979, en el cual se vio una diferencia en la puesta en escena de la banda con respecto a las giras anteriores, que se mantendría durante los tours siguientes. Tocaron en lugares como Tiffany's en Purley, The Lewisham Odeon, Alexandra Palace y The Hammersmith Odeon. En diciembre de 1979 Queen tocó como banda de apertura en el Concerts for the People of Kampuchea en Londres, después de haber aceptado una solicitud por el organizador del evento, Paul McCartney. En ese evento asistieron grupos como The Clash, The Pretenders, The Who y Elvis Costello. Cuando "Crazy Little Thing Called Love" era interpretada en vivo, Freddie Mercury tocaba la guitarra rítmica (una acústica de doce cuerdas durante las giras Crazy Tour, The Game Tour y Hot Space Tour, y una Fender Telecaster durante The Works Tour y Magic Tour), al igual que en la grabación de estudio. Fue en el Crazy Tour cuando el mánager de gira, Gerry Stickells tuvo un colapso y fue llevado de urgencia a un hospital.

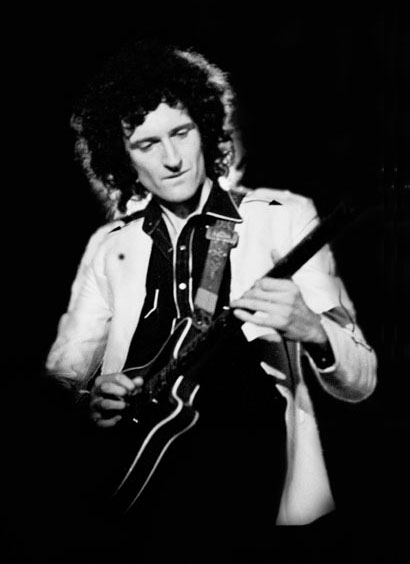
Brian May en directo con Queen en Dublín (1979).

Las grabaciones del álbum se extendieron hasta mediados de 1980. En esta época el grupo reconoció que tuvo un cierto estancamiento a nivel creativo y que sufrió varias tensiones internas importantes, provocadas principalmente por la diferente visión de cada miembro sobre la dirección artística que debía seguir la banda:

Pasamos una mala temporada en Múnich. Nos peleábamos amargamente entre nosotros. Todos estábamos frustrados con los otros. Recuerdo que John me dijo que no tocaba la guitarra como él quería en sus canciones. Todos intentamos dejar el grupo en más de una ocasión. Pero entonces volvíamos a la idea de que el grupo era más grande que cualquiera de nosotros. Era más duradero que la mayoría de nuestros matrimonios.
Brian May en Mojo Magazine, sobre las grabaciones de The Game y Hot Space.

El 30 de junio de 1980, The Game vio finalmente la luz. Fue el primer álbum de Queen con presencia de sintetizadores, a pesar de que Mercury comentó que nunca los iba a usar. El trabajo tuvo un enorme éxito a nivel mundial, llegando a la cima en las listas del Reino Unido y Estados Unidos. Fue, de hecho, su primer disco de oro estadounidense y el único álbum en alcanzar el número uno en ese país. También fue número en gran parte de Europa y Sudamérica y en Canadá, e ingresó por siete semanas en las listas ARIA de Australia. El cuarto sencillo "Another One Bites the Dust", escrito por John Deacon, fue su segundo número uno en Estados Unidos. Aunque la banda no valoraba como suficientemente buena la canción, fue escogida como sencillo después de que Michael Jackson animara al grupo a hacerlo en el backstage en un concierto en Los Ángeles. Según May, parte del éxito se debe a que el sencillo fue pasado recurrentemente en emisoras de radio de música negra pensando que la canción había sido compuesta por un grupo de origen afroamericano, lo que hizo que algunas personas desconocedoras de la banda concurrieran a sus recitales, sorprendiéndose al ver que el grupo no estaba compuesto por gente negra. El tema fue además nominado en los Premios Grammy de 1981 en la categoría de mejor interpretación rock de un dúo o grupo con vocalista. Este gran éxito produjo que en su trabajo posterior, el conjunto girase radicalmente de sus tendencias hard rock y glam rock, a tendencias más disco. Los otros sencillos destacados fueron "Save Me" y "Play the Game". En el video de esta última canción, Mercury aparece por primera vez con su célebre bigote.
La gira The Game Tour se inició en junio de 1980, pasando ese año por Estados Unidos, Canadá y Europa. A pesar del éxito del álbum y la gira, el grupo fue perdiendo algo de terreno, especialmente en los Estados Unidos, cuando en diciembre de 1980 lanzaron la banda sonora Flash Gordon (de la película del mismo nombre), que tuvo un frío recibimiento y ventas regulares. La idea de grabar una banda sonora provino mientras el grupo se encontraba en las sesiones de grabación de The Game, en las que apareció el productor de cine italiano Dino De Laurentiis para ofrecerles grabar la banda sonora de su nueva película.

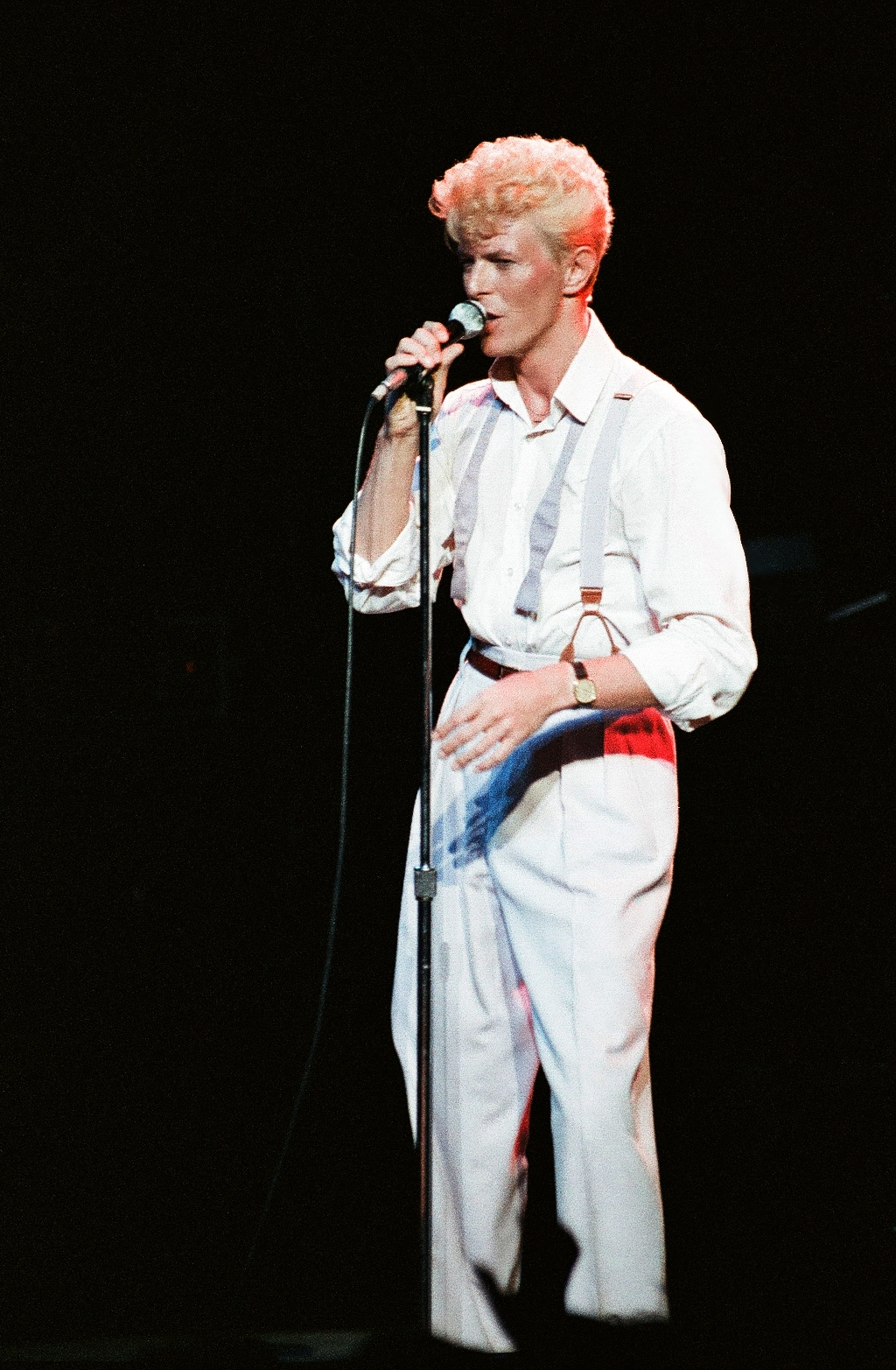
"Under Pressure", compuesta con David Bowie, fue el segundo n.º 1 de Queen en Reino Unido.

Ya en 1981, tras pasar por Tokio en febrero, el grupo se embarcó en su primera gira sudamericana, que fue todo un éxito, presentándose ante 479 000 personas. Brindaron cinco recitales en Argentina (Buenos Aires, Rosario y Mar del Plata), llegando a convocar a 300.000 personas en uno de ellos, siendo una de las multitudes más grandes en conciertos argentinos. Es llamativo este recibimiento por el contexto político-social que atravesaba ese país. Es en donde también Freddie estrena su cabello corto. Tras estos recitales, la venta de álbumes aumentó considerablemente en aquel país. También atrajeron a 251.000 personas en el estadio de Morumbi de São Paulo. Posteriormente, en abril, Roger Taylor lanzó su álbum en solitario Fun in Space, siendo el primer miembro de Queen en publicar material solista. Entre los meses de julio a septiembre de 1981, Queen se dirigió a sus estudios Mountain en Suiza para grabar su siguiente álbum, Hot Space. Casualmente, David Bowie se encontraba en la zona y aceptó la invitación del ingeniero David Richards para conocer a los miembros de Queen. El grupo comenzó entonces a dar forma a una canción con Bowie, improvisando sobre la base musical de "Feel Like", un tema inconcluso del cuarteto. De estas sesiones surgió finalmente "Under Pressure", que aparecería tanto en el Greatest Hits como en Hot Space. El tema fue el segundo corte de Queen en ser número uno en el Reino Unido (el primero fue "Bohemian Rhapsody"). Esta fue la primera vez que Queen grabó con un artista invitado. En septiembre y octubre, el grupo volvió a Latinoamérica para tocar en Venezuela y México. El 3 de noviembre de 1981 Queen lanzó su primer recopilatorio, Greatest Hits. Este disco ha sido el más vendido de la historia del Reino Unido (en segundo lugar se encuentra Sgt. Pepper's Lonely Hearts Club Band de The Beatles), estando 450 semanas en las listas y siendo certificado disco de platino once veces. El 24 y el 25 de noviembre, Queen ofreció sendos conciertos en Montreal (Canadá), los cuales fueron filmados en 35 mm y lanzados en VHS con el título We Will Rock You (1984) y en DVD bajo el nombre de Queen Rock Montreal (2007).
En 1982 aparece el álbum Hot Space. Con un sonido muy diferente al de anteriores trabajos, más cercano al disco y al dance pop, fue duramente criticado y tuvo una acogida generalmente fría entre los fanáticos. El álbum no alcanzó el platino y significó el peor lanzamiento de Queen (en cuestiones comerciales) desde Queen II. El tradicional sonido de la guitarra de Brian May había sido reemplazado por sintetizadores en varias canciones del álbum. May argumentó en alguna entrevista que Queen necesitaba probar cosas diferentes. Del álbum se editaron tres sencillos en el Reino Unido (sin contar "Under Pressure"). Las canciones fueron "Body Language", "Las Palabras de Amor" y "Back Chat". Queen volvió a aparecer en el Top of the Pops, después de muchos años, realizando una interpretación de "Las Palabras de Amor". Esto acontecía a la vez que "Under Pressure" alcanzó la cima de las listas neerlandesas y argentinas, justo cuando estallaba la guerra de las Malvinas. La dictadura gobernante de Argentina prohibió las transmisiones radiales de canciones en inglés, mientras que en Inglaterra la canción "Las Palabras de Amor" era vista como inapropiada.

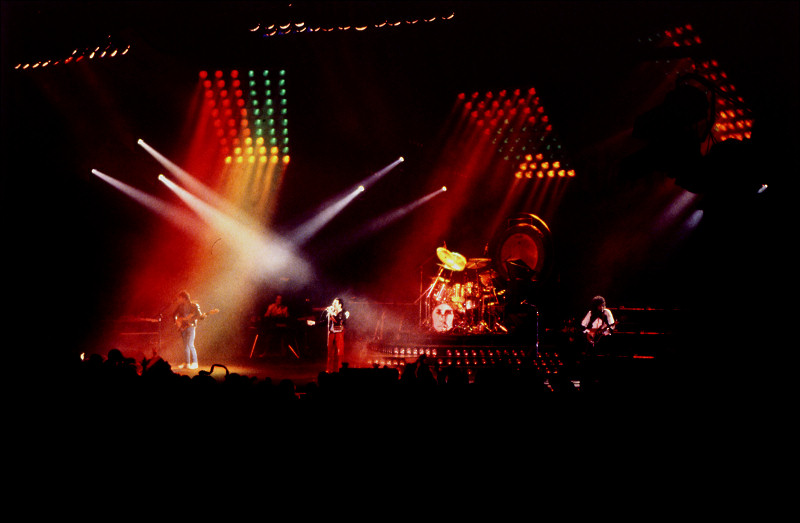
Queen durante un concierto en Noruega (1982).

En abril de 1982 comenzó la gira para promocionar el álbum, el Hot Space Tour, que en septiembre finalizó en Japón, tras pasar por Europa y Norteamérica. En esta gira se filmó el concierto realizado el 5 de junio en el National Bowl (Reino Unido), siendo posteriormente lanzado en DVD bajo el nombre de Queen on Fire - Live at the Bowl (2004). Esta fue la última gira que el grupo realizó en Estados Unidos.

Siempre pensamos que íbamos a volver, pero las circunstancias nos superaron. Sé que Freddie deseaba mucho que el último álbum (Innuendo) fuese aceptado en Estados Unidos. Pero nunca llegamos a eso y ni siquiera el impacto de la muerte de Freddie fue tan importante como el impacto de Wayne's World. No era lo mismo que en Europa.
Brian May en Mojo Magazine, sobre la caída de popularidad de Queen en Estados Unidos.

### The Worksy el concierto de Live Aid (1983-1985)
Después de trabajar de manera constante durante más de diez años, Queen decidió a finales de 1982 no realizar shows en vivo y tomarse el año sabático. A finales de 1983 existían conflictos entre Elektra y Queen: Mercury no quería grabar más discos para el sello. Se encontraba molesto por la forma en que la casa discográfica estaba representando a Queen en Estados Unidos. Capitol Records se encontraba muy interesada en Queen, cosa que consiguió, cuando el grupo abandono Elektra por Capitol. Jim Beach y Gerry Stickells intentaron en primavera organizar un nuevo tour por Sudamérica, pero por problemas de equipos y promotores decidieron dar marcha atrás. A principios de 1984, Freddie Mercury se encontraba realizando su álbum solista, en el cual, según sus palabras, podía expresar cosas que no podía en el contexto de Queen, como situaciones más personales.

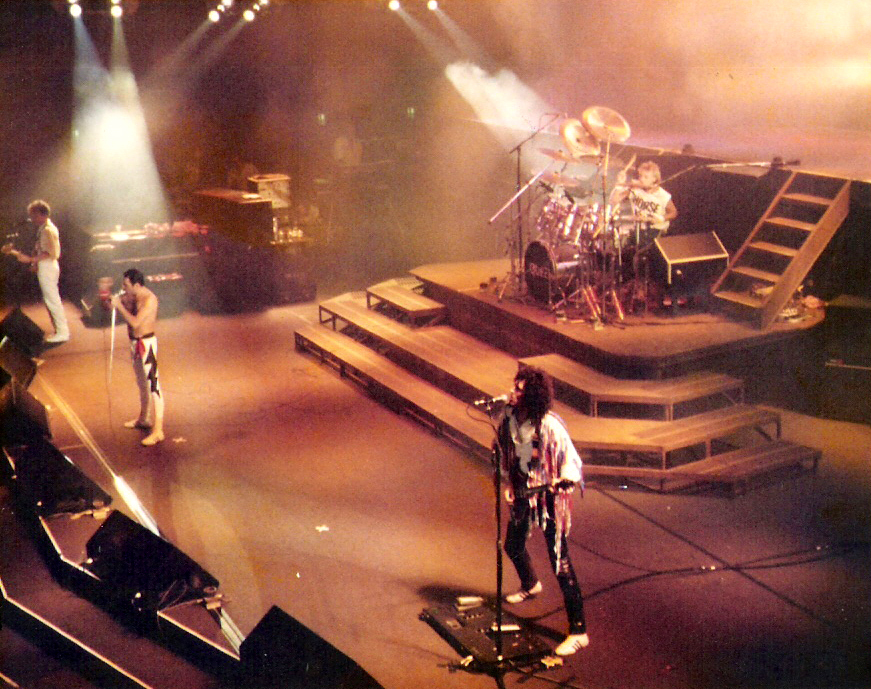
Queen en 1984 durante el The Works Tour.

El nuevo álbum de la banda apareció en febrero de 1984 bajo el título de The Works, con el cual marcaron un regreso parcial a sus raíces dentro de la música rock. Alcanzó el segundo puesto en Reino Unido, con una permanencia en la lista de noventa y tres semanas, llegando al poco tiempo a disco de platino. En Estados Unidos solo fue n.º 23 en ventas. Los sencillos "Radio Ga Ga" y "I Want to Break Free" fueron muy exitosos. Para el videoclip del primero se usó material de la película Metrópolis de Fritz Lang. En el video de "I Want to Break Free" aparecen los miembros de Queen disfrazados de mujer queriendo ridiculizar la serie de la televisión británica Coronation Street. Mercury recrea partes del ballet Debussy L'Apres-midi d'un faune. La MTV de los Estados Unidos rehusó pasar el videoclip. Otros sencillos del álbum fueron la balada "It's a Hard Life" y "Hammer to Fall", que trata acerca de la guerra fría. El álbum fue generalmente bien recibido por la crítica y tuvo buenas ventas a nivel mundial, aunque también hubo quienes añoraban el sonido de la década anterior.
En septiembre de 1984 Queen inició su The Works Tour (primera gira con el tecladista Spike Edney). Con la disminución del éxito en los Estados Unidos y la menguante popularidad en el Reino Unido, Queen decidió explorar nuevos horizontes, programando citas que, además de Europa, añadía países de África, Sudamérica, Oceanía y Asia, continentes generalmente poco visitados entonces por las bandas de rock occidentales. La gira incluía una serie de nueve fechas (con entradas agotadas) en el complejo de Sun City, en Sudáfrica. La banda estuvo involucrada en una polémica a raíz de tocar en el apogeo del apartheid, durante un boicot cultural promovido por la ONU. Queen recibió entonces una sanción del sindicato de músicos británicos y apareció temporalmente en la lista negra cultural de la ONU. El grupo permaneció en la lista hasta que firmó, junto a otros artistas, una carta en la que prometían no volver a actuar en Sudáfrica mientras continuara el estado racista. La formación respondió entonces a las críticas argumentando que estaban tocando para fanáticos de la música de ese país y que los conciertos se desarrollaron ante un público integrado, pero posteriormente tanto Roger Taylor como Brian May han calificado aquellos conciertos como un error.

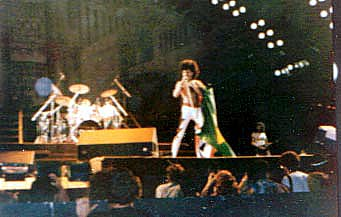
Queen en Rock in Rio (1985).

El 12 y el 19 de enero de 1985, Queen tocó en la primera edición del festival Rock in Rio, en Río de Janeiro (Brasil). La segunda actuación salió a la venta en VHS bajo el nombre de Queen Live in Rio. A principios de 1985 se celebraron los British Video Awards. Queen ganó dos premios: uno The Works EP, una compilación de videos del álbum, y por el video de "Radio Ga Ga". Tras realizar un concierto en Nueva Zelanda, se dirigieron a Australia, haciendo una serie de ocho conciertos que se agotaron, en Melbourne y Sídney. Después de Australia, se dirigieron hacia Japón.
Después de un pequeño descanso, la banda comenzó a ensayar para el Live Aid, un macroconcierto cuyos beneficios irían destinados a luchar contra la hambruna de África y en el que participarían algunas de las mayores estrellas musicales de aquel momento. Finalmente el evento se celebró el 13 de julio. En aquel recital, que en Inglaterra tuvo lugar en el estadio de Wembley con un público de 72.000 personas, Queen fue visto por la mayor audiencia televisiva de la historia hasta el momento, un total de 1900 millones de televidentes. El grupo fue presentado por los cómicos Mel Smith y Griff Rhys Jones. El organizador del show, Bob Geldof, además de otras eminencias del ambiente musical como Elton John y varios periodistas musicales, dijeron que la actuación de Queen fue la mejor. La actuación ha sido posteriormente votada en varias ocasiones como la mejor presentación en vivo de la historia. En ese momento Mercury tenía una infección en la garganta, por lo que su médico le había recomendado no realizar el show. Tensiones existentes dentro del grupo, así como también los rumores de separación del cuarteto, se propagaron mediante los periódicos musicales y columnas de chismes. Sin embargo, con la experiencia de haber atraído a una masiva audiencia, el grupo se motivó para realizar otro trabajo de estudio.

Live Aid fue un tiro en el brazo. Estábamos muy hastiados en ese punto. No pensábamos en volver a hacer una gira por lo menos en cinco años, pero lo hicimos. Pero pensamos que era mejor ensayar algo y montamos los 17 minutos de actuación como un medley de éxitos. ¿Para qué aburrirles con cosas que no habían escuchado antes? No hicimos prueba pero mandamos a nuestro brillante ingeniero a comprobar el sistema de sonido, y dispuso todos los limitadores para nosotros. Sonamos más fuerte que nadie. Recuerdo estar entre el público y oír a los primeros grupos y pensar que casi no les podía escuchar. Tienes que abrumar a la gente en un estadio.
Roger Taylor en Mojo Magazine.

Freddie Mercury lanzó su primer disco en solitario, Mr. Bad Guy, en abril de 1985, aunque el mismo no tuvo masivas ventas. En diciembre se había publicado The Complete Works, box set con todos los discos de Queen hasta el momento.

### A Kind of Magic(1986)
El 2 de junio de 1986 salió a la venta el álbum A Kind of Magic, que en Reino Unido alcanzó el n.º 1, manteniéndose en las listas durante 63 semanas. Fue muy distinta la recepción en Estados Unidos, llegando solo al puesto n.º 46 y llegando al disco de oro en 2002. Mientras el cuarteto británico iba perdiendo la atención del público estadounidense, en Europa se seguía manteniendo como una banda de éxito. El álbum se encontraba constituido principalmente por canciones que fueron escritas para la película Highlander (Los Inmortales), dirigida por Russell Mulcahy e interpretada por Christopher Lambert y Sean Connery. Sin embargo, Queen grabó e incluyó en el disco otras canciones que no aparecieron en la película y sin relación con este, por lo que se considera un álbum de estudio y no una banda sonora. El primer sencillo del disco fue "One Vision", publicado en noviembre de 1985. Posteriormente se lanzaron además "A Kind of Magic" y "Princes of the Universe" (este solo en EE. UU., Canadá, Australia y Nueva Zelanda), cuyos videos fueron dirigidos por Russell Mulcahy. Mientras que "A Kind of Magic" llegó al puesto n.º 3 en el Reino Unido, el corte "Princes of the Universe" pasó desapercibido en EE. UU. Otros sencillos posteriores fueron "One Year of Love" (España y Francia), "Friends Will Be Friends", "Pain Is So Close to Pleasure" (EE. UU. y Europa) y "Who Wants to Live Forever".
Magic Tour
En este contexto, Queen se embarcó en el Magic Tour para tocar en los estadios al aire libre de Europa. El grupo ensayó más de lo normal para este tour. En la gira se utilizó el escenario más grande y la plataforma de luces más extensa de la carrera del grupo, además de una pantalla gigante en Mannheim, Wembley y Knebworth, que era la pantalla más grande que había en Reino Unido en esa fecha. Una de las citas más señaladas del tour fueron las dos fechas, 11 y 12 de julio, que realizaron en el estadio de Wembley (Reino Unido) ante unas 72.000 personas cada noche, vendiéndose las entradas en solo seis horas. El rodaje de ambos conciertos se realizó con quince cámaras, además de un helicóptero para capturar tomas aéreas. La segunda noche se publicó en varios formatos años después. El concierto de Budapest, celebrado el 27 de julio, fue filmado por Mafilm, empresa que realizaba filmaciones del gobierno, que también grabó a modo de ensayo el concierto de Colonia una semana antes, aunque este se borró para volver a usar las mismas cintas en Budapest. Emplearon todas las cámaras de 35 mm que había disponibles en Hungría para registrar el recital. Sería publicado en VHS el 16 de febrero de 1987 bajo el nombre de Live in Budapest.
Su último concierto fue el 9 de agosto de 1986 en Knebworth Park ante 120.000 personas. Las entradas se vendieron en dos horas. El Magic Tour fue visto por más de 1 millón de personas, siendo 400.000 en el Reino Unido, récord de audiencia en el país entonces. Esta fue también la última gira de Queen con Freddie Mercury. En diciembre del mismo año, Queen publicó Live Magic, su segundo disco en vivo, en el que compilan versiones extraídas de los conciertos de Wembley, Budapest y Knebworth.

### The MiracleeInnuendo(1987-1991)

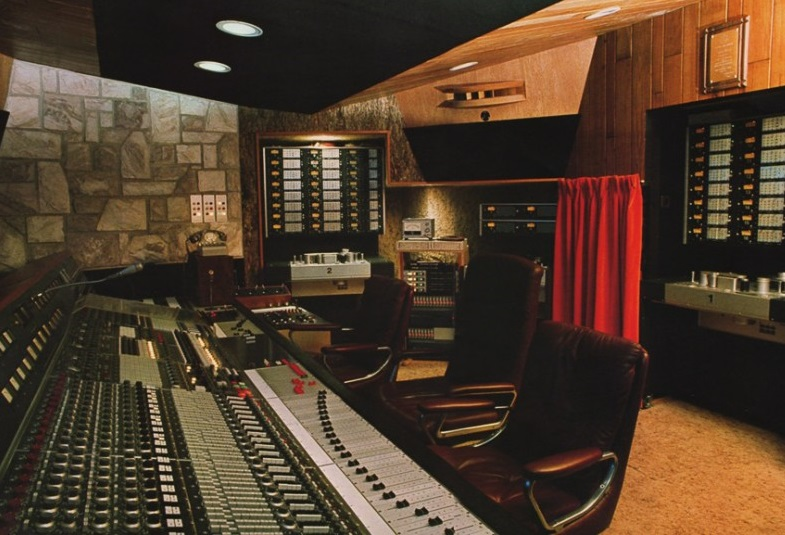
Mountain Studios en Montreux (Suiza), lugar donde Queen grabó varios de sus álbumes desde Jazz.

Los años siguientes los miembros del grupo anunciaron que no daban conciertos porque querían un tiempo de relajación. A comienzos de 1987, Taylor y Deacon se fueron de vacaciones a Los Ángeles. En esta pausa tuvo lugar el divorcio del guitarrista Brian May (posteriormente luchó contra la depresión y el suicidio), y a Freddie Mercury le fue diagnosticado el sida tras la Pascua de 1987, según su entonces pareja Jim Hutton. Mercury aprovechó el paréntesis para trabajar en material solista. El 23 de febrero de 1987 Mercury publicó el sencillo "The Great Pretender". En el video del nuevo corte, dirigido por David Mallet, Mercury usó varios disfraces y ropa que utilizó en los recitales y videoclips de su carrera. El sencillo llegó al puesto n.º 4 en Reino Unido. Queen volvió a ganar el Premio Ivor Novello el 15 de abril de 1987. El 10 de octubre de 1988, Mercury publicó su segundo álbum solista, Barcelona, esta vez junto a la soprano española Montserrat Caballé. Hacia finales de 1987, la banda se había reagrupado para preparar un nuevo trabajo.
The Miracle salió a la luz el 22 de mayo de 1989. El disco llegó al n.º 1, manteniéndose 32 semanas en lista y alcanzando al poco tiempo el disco de platino en Reino Unido. También llegó al puesto n.º 24 en Estados Unidos. El sencillo que gozó de mayor éxito fue "I Want It All", que llegó al número uno en varios países y al n.º 3 en el Reino Unido, manteniéndose siete semanas en listas. "Breakthru", "The Miracle", "The Invisible Man", y en menor medida "Scandal", también lograron posicionarse en los primeros lugares, reforzadas todas por videoclips que apoyaron su difusión. Algunas de las letras de los temas tienden a reflexionar sobre los logros pasados del grupo ("Khashoggi's Ship" y "Was It All Worth It"). Las canciones fueron acreditadas a 'Queen' y no a miembros concretos de la banda. La portada consiste en la unión de las caras de los cuatro integrantes, usando un Quantel Paintbox para lograr el efecto que se quería.
Queen no brindaba ninguna entrevista como grupo desde hacía un largo periodo de tiempo. Fueron contactados para una entrevista con Mike Reid, y finalmente el 29 de mayo de 1989 la misma tuvo lugar. Durante la entrevista Freddie cuenta que su negativa a salir de gira era porque quería cambiar el ciclo de disco-gira. Se tenía en mente editar un Greatest Hits II, pero debido a las buenas ventas de The Miracle, se abortó esta decisión. Se pensó que si publicaban un disco compilatorio, perjudicaría las ventas del nuevo álbum de estudio. El año 1989 finalizó con el lanzamiento en VHS de The Miracle Video EP, donde aparecen todos los videos del álbum. Queen obtuvo el galardón de la BPI por su destacada contribución a la música británica y realizaron una fiesta en conmemoración de los 20 años del grupo. La fiesta se realizó en un club Soho llamado Groucho's. Gran parte de las personas que habían trabajado alguna vez con Queen fueron citadas para la celebración. El grupo decidió terminar su contrato con Capitol en los Estados Unidos, firmando un nuevo acuerdo con Hollywood Records por una suma superior a los 10 millones de dólares. Renunciaron a EMI para la distribución mundial. Una de las primeras cosas que hizo Hollywood Records fue reeditar toda la discografía de Queen (a excepción de Live Killers) en el nuevo y novedoso formato de CD.
En 1990, el grupo tuvo su última aparición en público en aquel entonces, en los Brit Awards de ese año.
A pesar del debilitado estado de salud de Mercury, él insistió en hacer un nuevo trabajo. Innuendo fue publicado el 4 de febrero de 1991. Mientras que solo llegó al n.º 30 en los Estados Unidos, en el Reino Unido se fue al número uno, permaneciendo en las listas durante treinta y siete semanas y ganando el disco de platino. Aunque no contó con el apoyo unánime de la crítica, el nuevo álbum también gozó de gran éxito comercial. Las letras son generalmente autobiográficas desde el punto de vista de Mercury, como la de "These Are the Days of Our Lives" y "The Show Must Go On". El primer sencillo del álbum, la homónima Innuendo, es una de las canciones más largas de la banda y cuenta con varias secciones de distintos géneros, incluyendo un solo de guitarra flamenca a cargo de Steve Howe. El álbum también incluye una composición que habla de la imposibilidad que tiene la humanidad de vivir en armonía, "All God's People".

### Greatest Hits II
Un mes antes de la muerte de Freddie, el 28 de octubre de 1991, EMI había publicado el segundo recopilatorio de grandes éxitos, Greatest Hits II, que incluía 17 de los mayores hits del grupo entre 1981 y 1991. Este álbum debutó en el número uno de las listas de venta de Reino Unido. En la segunda semana bajó al n.º 2 (en lo más alto estaba Enya), en la siguiente al n.º 3 (en esa semana We Can't Dance de Genesis ocupaba el primer puesto), y en la cuarta semana el disco descendió al sexto lugar (en esa semana Dangerous de Michael Jackson hizo un ingreso triunfal al número uno). Ya en su quinta semana, con el fallecimiento de Mercury, el álbum regresó a lo más alto (esta vez con ventas más elevadas) y se mantuvo en esa posición durante otras cuatro semanas. En total, el álbum estuvo cinco semanas en el número uno, y con solo ocho semanas en las listas, fue el tercer disco más vendido de 1991, luego de recibir el cuádruple platino por 1 200 000 de álbumes vendidos. El éxito del compilado fue incluso mayor en otros países de Europa. En Países Bajos, el álbum llegó al número uno en las dos últimas semanas de 1991, y se mantuvo en esa posición hasta comienzos de marzo de 1992 (un total de 11 semanas consecutivas). En mayo de ese año, el disco volvió a lo más alto, esta vez dos semanas, para completar el período de 13 en lo más alto. El álbum obtuvo la certificación de 5 discos de platino en 1997 (por 500.000 copias). En este país, tanto The Miracle como Innuendo habían llegado al número uno, permaneciendo 3 y 4 semanas en esa posición respectivamente. El disco llegó al número uno en Suiza (11 semanas), Austria (3 semanas), Finlandia, Italia (12 semanas), España (8 semanas), Francia (4 semanas) y Portugal. También llegó al número dos en Alemania y Suecia. Queen, además, fue la banda que más discos vendió entre 1991 y 1992 en Reino Unido, Países Bajos, Alemania, Argentina, Austria, Dinamarca, España, Francia, Finlandia, Italia y Portugal entre otros.

### Fallecimiento de Mercury, concierto homenaje y tiempo posterior (1991-1994)
Según declaraciones brindadas por su entonces pareja, Jim Hutton, a Mercury se le diagnosticó sida después de la Pascua de 1987. Por aquella época, Mercury dijo en una entrevista no padecer esta enfermedad, tanto él como el resto del grupo mantuvieron este hecho en el absoluto silencio. Pero pese a las negaciones, la prensa británica alimentó rumores sobre esta posible enfermedad debido a la apariencia demacrada de Mercury y a que Queen no realizaba giras ni conciertos desde hacía varios años. Hacia el final de su vida, muchos periodistas le tomaron fotografías, mientras que The Sun sugería que estaba muy enfermo. Todo esto sucedía en la época de la publicación de Innuendo.
El 23 de noviembre de 1991, Mercury llamó al mánager de Queen, Jim Beach, para discutir un asunto público. Al día siguiente, se realizó el siguiente anuncio en nombre del cantante:

Siguiendo la enorme conjetura de la prensa de las últimas dos semanas, es mi deseo confirmar que padezco sida. Sentí que era correcto mantener esta información en privado hasta el día de la fecha para proteger la privacidad de los que me rodean. Sin embargo, ha llegado la hora de que mis amigos y seguidores conozcan la verdad y espero que todos se unan a mí y a mis médicos para combatir esta terrible enfermedad. Mi privacidad ha sido siempre muy importante para mí y soy famoso por prácticamente no dar entrevistas. Esta política continuará.

Apenas un día después de aquel comunicado, Mercury perdió su batalla contra la enfermedad, falleciendo a las 7 PM en su mansión de Londres. Tenía 45 años de edad. La última aparición pública del cuarteto fue en la entrega de los premios Brit Awards de 1990, por la contribución que tuvo Queen en la música británica. Las oficinas de Queen quedaron inundadas por flores en conmemoración del artista. El día 27 de noviembre sus restos fueron cremados en el West London Crematorium.
La canción "Bohemian Rhapsody" fue reeditada como sencillo poco después del deceso de Mercury 1991, con "These Are the Days of Our Lives" como doble lado A (del álbum Innuendo). El sencillo llegó al número uno, puesto en el que se mantuvo cinco semanas, y permaneció dieciséis en las listas de venta. El éxito de la reedición se produjo en parte gracias a una escena de la película Wayne's World en la que los personajes Wayne (Mike Myers) y Garth (Dana Carvey) cantan junto a unos compañeros "Bohemian Rhapsody", la cual suena en la radio del coche. "Bohemian Rhapsody" se convirtió en la primera canción en llegar al número uno (en su versión original) en dos oportunidades distintas, además de lograr la cantidad de catorce semanas en lo más alto (nueve en la original y otras cinco en la segunda edición). La recaudación inicial del sencillo –aproximadamente 1 000 000 de libras– fue donada a la fundación Terrence Higgins Trust.
Freddie Mercury fue premiado de forma póstuma en los Brit Awards en el año 1992 por su destacada contribución musical, mientras que Queen ganó el premio a mejor sencillo con "These are the Days of our Lives", perteneciente al disco Innuendo.

Todo ese tiempo durante el cual sabíamos que Freddie estaba en la recta final, mantuvimos nuestras cabezas bajas.
Brian May.

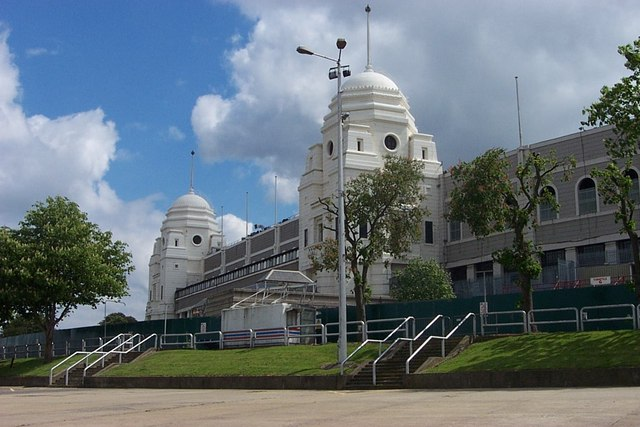
Estadio de Wembley, Londres, Inglaterra.

El concierto homenaje a Freddie Mercury se realizó el 20 de abril de 1992, en el estadio de Wembley, Londres. Entre los artistas invitados estuvieron Annie Lennox, David Bowie, Def Leppard, Elizabeth Taylor, Elton John, Extreme, George Michael, Guns N' Roses, Ian Hunter, Lisa Stansfield, Liza Minnelli, Metallica, Mick Ronson, Robert Plant, Roger Daltrey, Seal, Spinal Tap, Tony Iommi y Zucchero, junto a los tres miembros restantes de Queen, interpretando varios de los éxitos más grandes de la banda. El concierto está registrado en el Libro Guinness de Récords como "El concierto benéfico con más estrellas de rock". Se recaudaron más de 20 000 000 de libras destinados a obras caritativas para el Mercury Phoenix Trust, una conciencia sobre el sida y el fondo de educación establecido por los miembros del grupo y su mánager, Jim Beach. Al concierto concurrieron 72 000 personas y fue visto en televisión por mil millones de espectadores de todo el mundo.
Una semana después, EMI publicó el concierto de Wembley de 1986 en formato CD y, con el impacto que provocó la trasmisión del reciente concierto, se convirtió en un gran éxito. El álbum llegó al número uno en Italia, donde se mantuvo cinco semanas y vendió 300 000 copias durante ese año, y también en Portugal. El álbum llegó al número dos en España, Francia y el Reino Unido.

### Made in HeavenyNo-One But You(1995-1997)
En 1995, Queen logró completar el álbum Made in Heaven. Llegó al n.º 1 en Reino Unido y al n.º 58 en Estados Unidos, tratándose del álbum de estudio más vendido en la historia de Queen. Cuenta con las voces grabadas por Mercury en el último año de su vida, además de contener el último material que grabó con el grupo. En 1995, una estatua del artista se presentó en Montreux, Suiza.
Dos años más tarde, en 1997, Brian May, Roger Taylor y John Deacon se reunieron nuevamente en un estudio para grabar el que hasta el día de hoy es el tema final del grupo, titulado "No-One But You (Only The Good Die Young)", que fue publicado como sencillo y dentro del recopilatorio Queen Rocks, una colección de cortes roqueros que recorren toda su carrera desde Queen hasta Innuendo, omitiendo solo los álbumes The Game y Made In Heaven.

### Queen en el nuevo milenio (2001 - 2012)

#### Queen + Robbie Williams

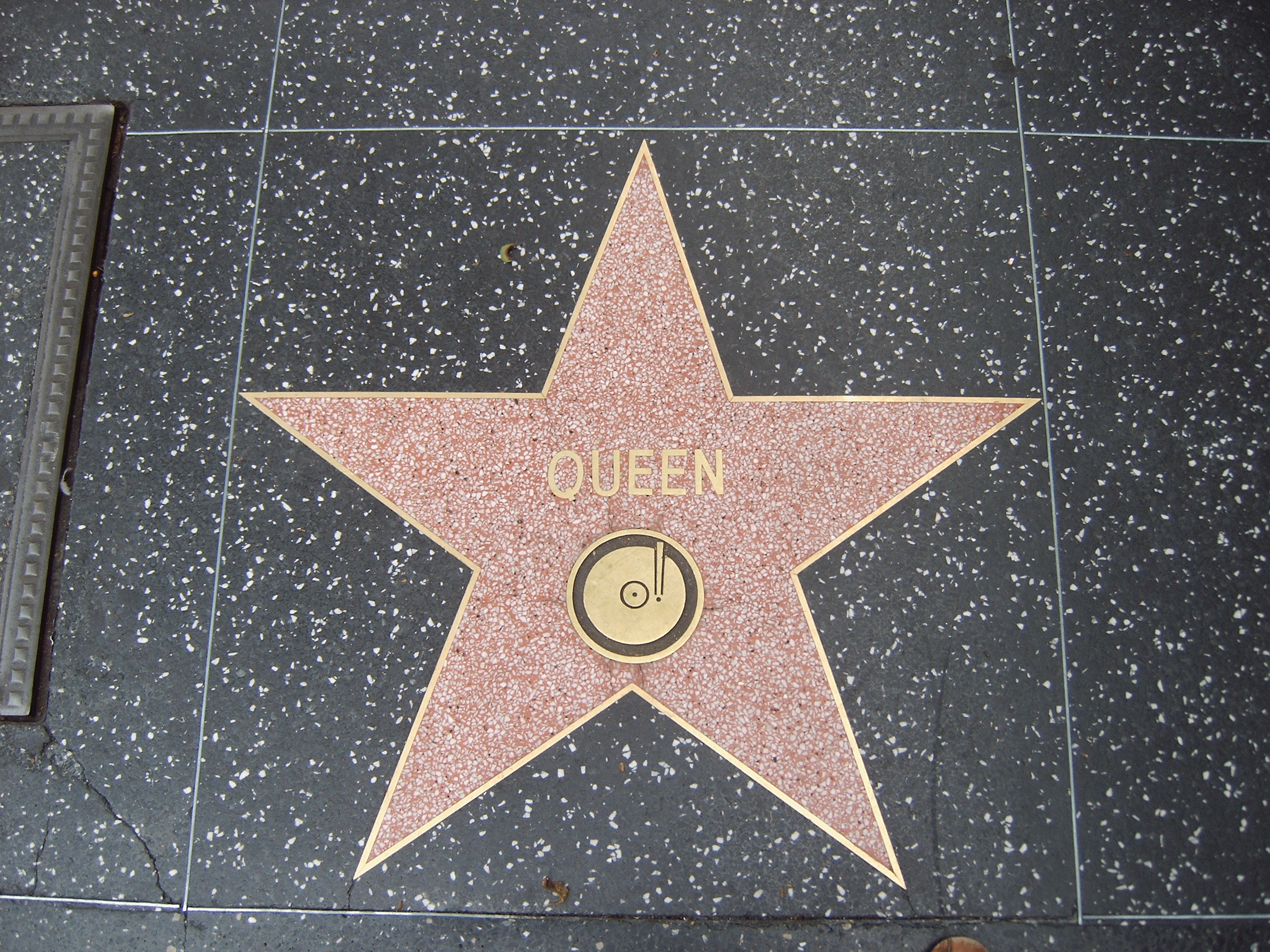
Estrella de Queen en el Paseo de la Fama de Hollywood.

En marzo de 2001 Queen ingresó en el Salón de la Fama del Rock en Cleveland, Ohio, en su segundo año de elección. Ese mismo año, Brian y Roger participaron junto a Robbie Williams en una nueva grabación de "We Are the Champions" como parte de la banda sonora de A Knight's Tale..
En la primavera de 2002 se estrenó el musical We Will Rock You, escrito por Ben Elton, en el Dominion Theatre de Londres. Se dieron funciones por todo el mundo, logrando un considerable éxito.
Después de numerosas cartas que fanáticos de Queen enviaron a la Cámara de Comercio de Hollywood (se estipula que 300 por año), el grupo obtuvo la estrella en el Paseo de la Fama de Hollywood a finales del año 2002. Brian May y Roger Taylor asistieron el día que se descubrió la estrella, con el alcalde honorario de la ciudad, Johnny Grant.
Ese mismo año, Queen comenzó a lanzar de forma oficial su música en un nuevo formato, el DVD. Ya se habían lanzado anteriormente We Will Rock You, que recoge los conciertos dados por Queen el 24 y el 25 de noviembre de 1981 en Montreal, Canadá, y The Freddie Mercury Tribute Concert, en una edición especial para conmemorar los 10 años de aquel espectáculo. Conocidos como The DVD Collection, el encargado de abrir esta nueva serie fue el Greatest Video Hits 1, que consiste en la colección de videos desde 1973 hasta 1980. A este se sumarían Live At Wembley Stadium y Greatest Video Hits 2, ambos del 2003, y en 2004 el Queen on Fire - Live at the Bowl (también en CD), que corresponde al concierto dado el 5 de junio de 1982 en el Milton Keynes Bowl de Reino Unido. Posteriormente también se lanzaron en DVD Queen Rock Montreal (2007), Hungarian Rhapsody: Live in Budapest '86 (2012), Live at the Rainbow '74 (2014) y A Night at the Odeon - Hammersmith 1975 (2015).

#### Queen + Paul Rodgers

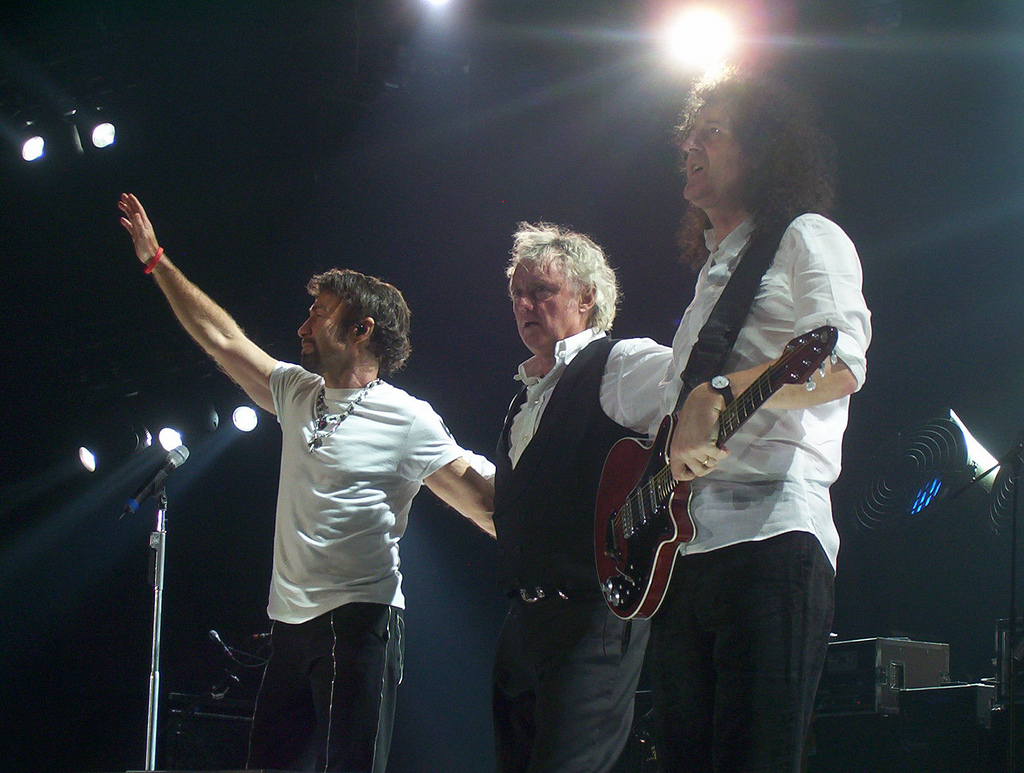
Queen + Paul Rodgers en 2005.

A finales de 2004, el guitarrista Brian May y el baterista Roger Taylor anunciaron que ambos se reunirían y volverían a salir de gira en 2005 junto a Paul Rodgers (cantante fundador de las bandas Free y Bad Company). La nueva formación recibió el nombre de Queen + Paul Rodgers. El bajista John Deacon (retirado de la banda), declinó en participar, siendo reemplazado por el bajista Danny Miranda (miembro de Blue Öyster Cult). Otros miembros de la gira fueron el tecladista Spike Edney, quien tocó teclados y ocasionalmente guitarra en los conciertos en vivo de Queen desde 1984, y el guitarrista adicional Jamie Moses, quien comenzó a trabajar con Brian May en sus proyectos solistas a principios de los años 90. De esta gira, que fue bautizada como Queen + Paul Rodgers Tour, se publicaron los DVD Return of the Champions y Super Live in Japan.
The Cosmos Rocks
El 15 de agosto de 2006, Brian May confirmó a través de su sitio web y club de fanáticos que Queen + Paul Rodgers comenzarían a producir su primer álbum de estudio en octubre, para ser grabado en un "lugar secreto". El álbum, titulado The Cosmos Rocks, fue publicado en Europa el 12 de septiembre de 2008 y en Estados Unidos el 28 de octubre. Después de esto, la banda realizó su gira Rock the Cosmos Tour, comenzando el 12 de septiembre en Járkov, Ucrania, con un concierto gratuito a beneficio de la institución local de ayuda contra el sida, ante una audiencia superior a las 350.000 personas. El concierto se publicó en CD y DVD bajo el nombre Live in Ukraine (2009). La gira recorrió Europa y terminó en Sudamérica, finalizando el 30 de noviembre de 2008 en Río de Janeiro (Brasil), tras pasar por Chile el 19 de noviembre, y Argentina el 21, siendo este último el segundo que más cantidad de público atrajo tras el de Ucrania.
Queen y Paul Rodgers se separaron oficial y amistosamente el 12 de mayo de 2009. Rodgers dijo: "Pienso que hicimos un gran éxito, de verdad. Hicimos dos giras mundiales y un par de grabaciones en vivo, y... hicimos un álbum de estudio histórico [para Brian May y Roger Taylor] porque ellos no habían entrado al estudio con nadie y grabado algo así por mucho tiempo. Fue un gran acontecimiento, creo". Rodgers no descarta la posibilidad de trabajar junto a los miembros de Queen nuevamente: "Es una especie de libro abierto. Si ellos se acercan a mí para hacer algo benéfico, por ejemplo, o algo así... yo estaría muy interesado en hacerlo, seguro".

#### Clausura de los Juegos Olímpicos de Londres 2012
Durante la ceremonia de clausura de los Juegos Olímpicos de Londres 2012, a través de varias pantallas se pudo ver a Freddie Mercury en un fragmento del concierto de Wembley en 1986 donde instaba al público a que repitiera las notas que él cantaba. A continuación una parte de "Brighton Rock" fue interpretada en el escenario por Brian May en su guitarra al que se unió posteriormente Roger Taylor para tocar "We Will Rock You" junto a la cantante Jessie J.

#### Queen + Adam Lambert
Desde 2011, Brian May y Roger Taylor realizan conciertos junto con el cantante estadounidense Adam Lambert bajo el nombre Queen + Adam Lambert. El 18 de septiembre de 2015 se presentaron en la 6.ª edición del festival Rock in Rio ante 82.000 personas. Durante esta gira recorrieron Estados Unidos, Europa, Asia y Sudamérica.

## Estilo musical
La banda ha citado entre sus influencias a artistas estadounidenses como Elvis Presley, The Beach Boys y Jimi Hendrix al igual que grupos de rock británico de la época, como The Beatles, The Rolling Stones, The Who, David Bowie, Pink Floyd y Led Zeppelin. Queen desarrolló un estilo inspirado en varios géneros musicales. Entre los géneros con los que han sido asociados están: rock progresivo, hard rock, glam rock, heavy metal, pop rock, blues rock y rock psicodélico. Queen también ha escrito canciones que fueron inspiradas por géneros que no son típicamente asociados con el rock, como ragtime, ópera, góspel, vodevil y folk.

## Legado

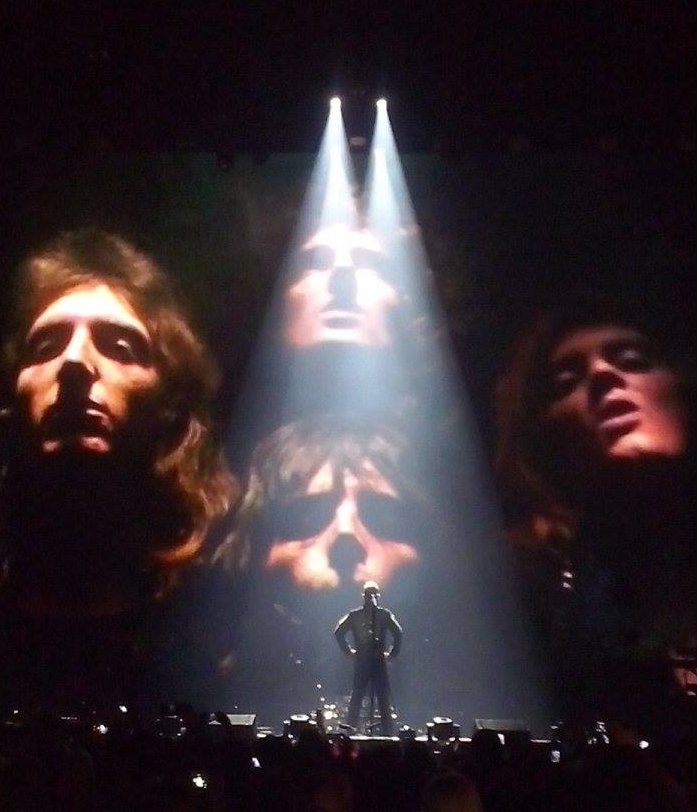
"Bohemian Rhapsody", en la imagen siendo interpretada en 2015 por Robbie Williams, fue votada "éxito favorito del Reino Unido de todos los tiempos".

A partir de 2005, según el Libro Guinness de los récords, los álbumes de Queen han pasado un total de 1322 semanas (veintiséis años) en las listas de álbumes del Reino Unido, más tiempo que cualquier otro artista. También en 2005, con el lanzamiento de su álbum en vivo con Paul Rodgers, Queen se trasladó al tercer lugar en la lista de artistas que han estado más tiempo en las listas de éxitos británicas. En 2006, su álbum Greatest Hits se convirtió en el más vendido de la historia del Reino Unido, con unas ventas de 5.407.587 ejemplares, más de 604.295 copias más que el segundo, Sgt. Pepper's Lonely Hearts Club Band, y en 2014 se convirtió en el primer álbum en alcanzar los seis millones de copias en el país. Su álbum Greatest Hits II está en el octavo lugar, con 3.746.404 copias vendidas.
Queen es también uno de los artistas musicales con mayores ventas a nivel mundial, con 103,8 millones de ventas certificadas, incluyendo 49,7 millones en los Estados Unidos, y unas estimaciones de 200 a 300 millones de álbumes en todo el mundo. El grupo ha lanzado un total de diez álbumes número uno y seis sencillos número uno en el Reino Unido. Ingresados en el Salón de la Fama del Rock en 2001, los cuatro miembros de Queen ingresaron en el Salón de la Fama de los Compositores en 2003. En 2002, "Bohemian Rhapsody" fue votado como el "éxito favorito del Reino Unido de todos los tiempos" en una encuesta realizada por el libro de los récords Guiness de los sencillos británicos exitosos, y en 2004 la canción ingresó en el Salón de la Fama de los Grammy. En 2009, "We Will Rock You" y "We Are the Champions" también fueron incluidos en el Salón de la Fama de los Grammy, y la segunda fue votada canción más popular del mundo en una encuesta musical a nivel global.
Ampliamente reconocidos por su arena rock, en 2005 una encuesta de la industria colocó el concierto de Queen en el Live Aid en 1985 como la mejor actuación en vivo de la historia. En 2007, también fueron votados como la mejor banda británica de la historia por los oyentes de BBC Radio 2. Rolling Stone colocó a Queen en el número 52 de su lista de los "100 mejores artistas de todos los tiempos", mientras que Mercury se situó en el puesto 18 en la lista de mejores cantantes, y May en el lugar 26 en la lista de mejores guitarristas. Queen fue nombrado decimotercer mejor artista de hard rock de todos los tiempos en una lista elaborada por VH1, y en 2010 fueron colocados en el puesto 17 en la lista de VH1 de los 100 mejores artistas de todos los tiempos.
Queen es una de las bandas con más bootlegs, según Nick Weymouth, quien administra el sitio web oficial de la banda. Un estudio realizado en 2001 descubrió la existencia de 12.225 sitios web dedicados a bootlegs del grupo, el mayor número para cualquier banda. Los bootlegs han contribuido a la popularidad de la banda en algunos países donde se censura la música occidental, como Irán. En un proyecto llamado Queen: Los 100 mejores bootlegs, muchos de ellos se han hecho oficialmente disponibles para descargar por un precio nominal en el sitio web de Queen, con unos beneficios destinados a la Mercury Phoenix Trust.

### Influencia

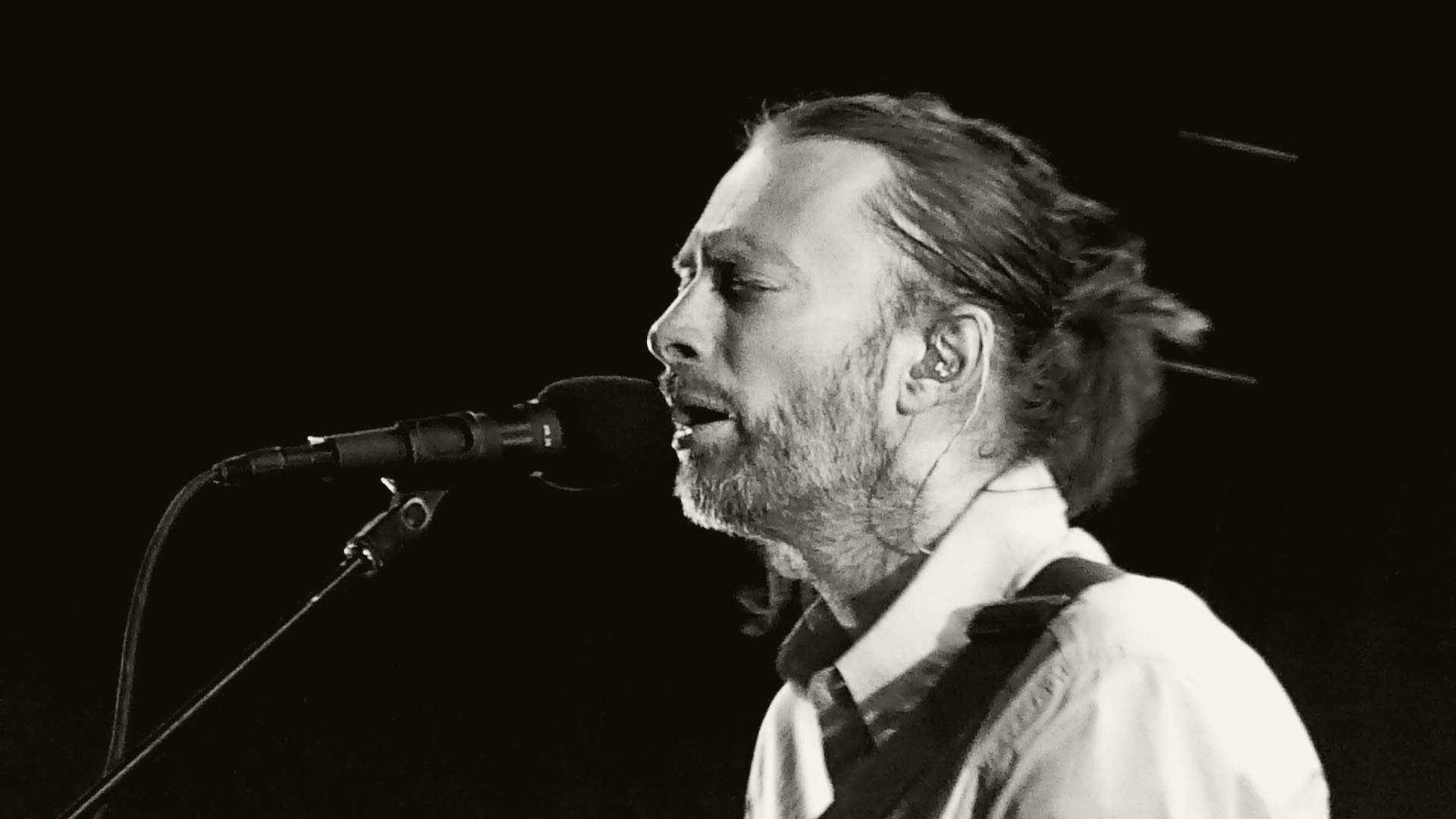
Thom Yorke de Radiohead fabricó con 10 años una guitarra casera intentando emular a Brian May.

Queen ha sido reconocido por haber hecho contribuciones significativas a géneros como el hard rock y el heavy metal, entre otros. Por lo tanto, la banda ha sido citada como influencia por muchos otros músicos. Además, al igual que su música, los grupos y artistas que han afirmado estar influenciados por Queen son diversos y abarcan diferentes generaciones, países y géneros.
Algunos de los grupos y artistas que han citado a la banda como influencia son: Anthrax, Blind Guardian, Def Leppard, Dream Theater, Extreme, The Flaming Lips, Foo Fighters, Franz Ferdinand, George Michael, Green Day, Guns N' Roses, Iron Maiden, Journey, Kansas, Katy Perry, Keane, The Killers, Lady Gaga, Manic Street Preachers, Meat Loaf, Metallica, Mika, Muse, Mötley Crüe, My Chemical Romance, Nirvana, Panic at the Disco, Queensrÿche, Radiohead, Robbie Williams, The Smashing Pumpkins, Steve Vai, Styx, Sum 41, Trent Reznor, Trivium o Van Halen.
Queen ha sido citada como una importante influencia en el metal neoclásico, género creado por el guitarrista sueco Yngwie Malmsteen. Metallica grabó una versión de "Stone Cold Crazy", que apareció por primera vez en Rubáiyát: Elektra's 40th Anniversary en 1990, y ganó un premio Grammy a la mejor interpretación de metal en 1991. En los años 70, Queen ayudó a estimular la evolución del heavy metal, descartando gran parte de su influencia blues; junto a la Nueva Ola del Heavy Metal Británico, fusionaron el género con una sensibilidad punk rock y el aumento del énfasis en la velocidad.
Thom Yorke, líder de Radiohead, recibió su primera guitarra a los 7 años de edad, animado tras ver a Brian May en un concierto televisado de Queen. Más tarde, con 10 años, Yorke construyó su propia guitarra casera, intentando imitar lo que había hecho May con su Red Special, aunque no quedó satisfecho con el resultado. Posteriormente, la banda fue una de las primeras influencias en la música de Radiohead.

## Representaciones en películas y televisión

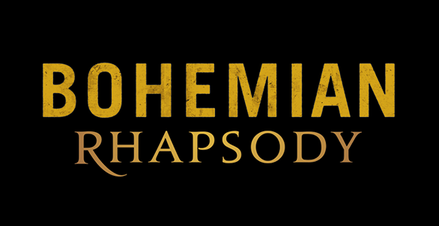
Póster teaser de Bohemian Rhapsody - CinemaCon 2018.

### Película biográfica
Una película biográfica sobre Freddie Mercury y Queen con el título Bohemian Rhapsody fue estrenada en 2018. Está dirigida por Bryan Singer y la protagonizan Rami Malek como Mercury, Gwilym Lee como Brian May, Ben Hardy como Roger Taylor y Joseph Mazzello interpretando a John Deacon. La película se estrenó el 24 de octubre de 2018 en Reino Unido y el 2 de noviembre en Estados Unidos. Fue galardonada con cuatro Óscars, dos Globos de Oro y dos BAFTA, entre otros premios.

### Otras representaciones
Freddie Mercury fue un personaje secundario en el drama para televisión Best Possible Taste: The Kenny Everett Story, estrenado en la BBC en octubre de 2012. En el mismo fue interpretado por el actor James Floyd. En noviembre de 2016 se estrenó el docudrama para televisión The Freddie Mercury Story: Who Wants to Live Forever en Channel 5. Mercury fue interpretado por el cantante John Blunt, mientras que Patrick Warner actuó como Brian May, Martin Teall como Roger Taylor y Jack Beale como John Deacon. Aunque el filme fue criticado por centrarse en la vida amorosa y sexual de Mercury, la interpretación de Blunt recibió elogios. También en noviembre de 2016 se estrenó el cortometraje luxemburgués Freddie, dirigido por Andy Bausch y en el que Mercury es interpretado por el actor Nilton Martins.

## Miembros
| - Freddie Mercury: voz, piano, teclados, guitarra rítmica (1970-1991) - Brian May: guitarra, piano, teclado y voz (1970-presente) - Roger Taylor: batería, percusión y voz (1970-presente) - John Deacon: bajo, guitarra, piano, teclado y voz (1971-1997) Miembros de gira - Morgan Fisher: teclados y piano (1982) - Fred Mandel: teclados y piano (1982) - Spike Edney: teclados, piano, guitarra rítmica y voz (1984-1997) | - Brian May: guitarra, teclado, piano y voz (2004-2009) - Roger Taylor: batería, percusión y voz (2004-2009) - Paul Rodgers: voz, piano y guitarra rítmica (2004-2009) Miembros de gira - Spike Edney: teclados y voz (2004-2009) - Danny Miranda: bajo (2004-2009) - Jamie Moses: guitarra rítmica y voz (2004-2009) | - Brian May: guitarra, piano, teclado y voz (2011-presente) - Roger Taylor: batería, percusión y voz (2011-presente) - Adam Lambert: voz (2011-presente) Miembros de gira - Spike Edney: teclados y voz (2011-presente) - Neil Fairclough: bajo y voz (2011-presente) Antiguos miembros de gira - Rufus Tiger Taylor: percusión, batería y voz (2011-2017) |

### Cronología
Se incluyen los períodos con Paul Rodgers y Adam Lambert.

## Discografía
Álbumes de estudio
- 1973: Queen
- 1974: Queen II
- 1974: Sheer Heart Attack
- 1975: A Night at the Opera
- 1976: A Day at the Races
- 1977: News of the World
- 1978: Jazz
- 1980: The Game
- 1980: Flash Gordon (banda sonora)
- 1982: Hot Space
- 1984: The Works
- 1986: A Kind of Magic
- 1989: The Miracle
- 1991: Innuendo
- 1995: Made in Heaven

## Giras musicales
- Queen I Tour (1973–1974)
- Queen II Tour (1974)
- Sheer Heart Attack Tour (1974–1975)
- A Night at the Opera Tour (1975–1976)
- A Day at the Races Tour (1977)
- News of the World Tour (1977–1978)
- Jazz Tour (1978–1979)
- Crazy Tour (1979)
- The Game Tour (1980–1981)
- Hot Space Tour (1982)
- The Works Tour (1984–1985)
- Magic Tour (1986)
- Queen + Paul Rodgers Tour (2005–2006)
- Rock the Cosmos Tour (2008)
- Queen + Adam Lambert Tour 2012 (2012)
- Queen + Adam Lambert Tour 2014–2015 (2014–2015)
- Queen + Adam Lambert 2016 Summer Festival Tour (2016)
- Queen + Adam Lambert Tour 2017–2018 (2017–2018)
- The Rhapsody Tour (2019–2024)